# Systematik der Eukaryoten
Die Eukaryoten sind eine der drei Gruppen (Taxa) höchster Stufe, in die die Biologie die Lebewesen einteilt. Die anderen beiden Taxa stellen die Bakterien und die Archaeen dar. Die Systematik der Eukaryoten untergliedert dieses umfangreiche Taxon weiter. Obwohl die Systematik der Eukaryoten in großen Teilen instabil und umstritten ist, gilt aktuell die auf Adl et al. 2005 basierende und von derselben Arbeitsgruppe 2012 revidierte Klassifikation, die in Zusammenarbeit mit einer Reihe namhafter Wissenschaftler (unter dem Dach der International Society of Protistologists) und unter Zuhilfenahme sämtlicher taxonomisch relevanter Literatur erarbeitet wurde, als anerkannt. Die neueste Ausgabe wurde 2019 publiziert.
Das System von Adl et al. basiert vornehmlich auf phylogenetischen Untersuchungen und ist entsprechend aufgebaut. Es enthält somit keine Kategoriebezeichnungen der verschiedenen Taxa und benennt auf gleicher Ranghöhe Organismengruppen, die entsprechend der klassischen Systematik auf unterschiedlichen taxonomischen Ebenen angesiedelt werden. Obwohl im Kern ranglos angelegt, gibt es (in der Tabelle 1 auf Seite 8 und 9 der Arbeit) eine Einstufung zahlreicher Taxa als Phylum (P), Klasse (class, C) und Ordnung (O), das System ist also weitgehend kompatibel mit der auf Rängen basierenden klassischen Linné’schen Taxonomie. Diese Einstufung wird in der folgenden Liste nicht dargestellt. Das System beruht auf dem Prinzip der Priorität (nachdem für dieselbe taxonomische Gruppe der älteste verfügbare Name verwendet werden sollte), folgt aber nicht den Regeln der verschiedenen Nomenklaturcodes (also Internationaler Code der Botanischen Nomenklatur bzw. Internationale Regeln für die Zoologische Nomenklatur), so werden zum Beispiel für eine bestimmte Rangstufe verbindliche Endungen der Namen nicht berücksichtigt oder angepasst. Monotypische höhere Ränge werden prinzipiell vermieden (also Taxa höheren Rangs, die nur ein Untertaxon enthalten, etwa eine Familie, Ordnung oder Klasse, die nur eine Art enthält). Als niedrigster Rang solcher monotypischer Gruppen wird allerdings jeweils die Gattung angegeben, d. h. auch dann, wenn diese bisher nur eine Art umfasst.

## Das System nach Adlet al.2019
Quelle:
EUKARYOTA [EUKARYA]
- AMORPHEA Adl et al. 2012
  - Incertae sedis Amorphea: Obazoa Brown et al. 2013
    - Apusomonadida Karpov & Mylnikov 1989
    - Breviatea Cavalier-Smith & 2004 (Breviata)
    - Opisthokonta Cavalier-Smith 1987, emend. Adl et al. 2005
      - Holozoa Lang et al. 2002
        - Incertae sedis Holozoa: Corallochytrium limacisporum Raghu-Kumar 1987
        - Incertae sedis Holozoa: Syssomonas Tikhonenkov, Hehenberger, Mylnikov & Keeling 2017
        - Ichthyosporea Cavalier-Smith 1998 [Mesomycetozoea Mendoza et al. 2002]
          - Dermocystida Cavalier-Smith 1998 [Rhinosporidaceae Mendoza et al. 2001]
          - Ichthyophonida Cavalier-Smith 1998 [Ichthyophonae Mendoza et al. 2001; Amoebidiidae Reeves 2003]

        - Filasterea Shalchian-Tabrizi et al. 2008
        - Choanozoa Brunet & King 2017 [Choanozoa Cavalier-Smith et al. 1991]
          - Kragengeißeltierchen (Choanoflagellata Kent 1880–1882) [Craspedomonadina Stein 1878; Craspedomonadaceae Senn 1900; Craspedophyceae Chadefaud 1960; Craspédomonadophycidées Bourrelly 1968; Craspedomonadophyceae Hibberd 1976; Choanomonadea Krylov et al. 1980; Choanoflagelliida Lee, Hutner & Bovee 1985; Choanoflagellatea Cavalier-Smith 1997 emend. Cavalier-Smith 1998; Choanomonada Adl et al. 2005]
            - Craspedida Cavalier-Smith 1997, emend. Nitsche et al. 2011
              - Salpingoecidae Kent 1880–1882, emend. sensu Nitsche et al. 2011

            - Acanthoecida Cavalier-Smith 1997, emend. Nitsche et al. 2011
              - Acanthoecidae Norris 1965, emend. sensu Nitsche et al. 2011
              - Stephanoecidae Leadbeater 2011

          - Vielzellige Tiere (Metazoa Haeckel 1874), emend. Adl et al. 2005 [Tiere (Animalia Linnaeus 1758); Gewebetiere (Eumetazoa Bütschli 1910)] (Stämme jenseits der Schwämme und Placozoa werden nicht weiter aufgeführt) →Systematik der vielzelligen Tiere
            - Schwämme (Porifera Grant 1836) [Parazoa Sollas 1884]
              - Glasschwämme (Hexactinellida Schmidt 1870)
                - Amphidoscophora Schulze 1886
                - Hexasterophora Schmidt, 1870

              - Hornkieselschwämme (Demospongiae Sollas 1885)
                - Verongimorpha Erpenbeck, Sutcliffe, De Cook, Dietzel, Maldonado, van Soest, Hooper & Wörheide 2012
                - Keratosa Grant 1861
                - Heteroscleromorpha Cárdenas, Pérez & Boury-Esnault, 2012

              - Homoscleromorpha Bergquist 1978
              - Kalkschwämme (Calcarea Bowerbank 1862) [Calcispongia Johnston 1842]
                - Calcinea Bidder 1898
                - Calcaronea Bidder, 1898

            - Trichoplax von Schulze 1883 [Placozoa Grell 1971]

      - Nucletmycea Brown et al. 2009 [=Holomycota Liu et al. 2009]
        - Incertae sedis Nucletmycea: Sanchytriaceae Karpov & Aleoshin 2017
        - Rotosphaerida Rainer 1968 [junior syn. Cristidiscoidida Page 1987, Cavalier-Smith 1993, 1998; Nucleariidae Patterson 1983, 1999]
        - Pilze (Fungi R.T. Moore 1980) →Systematik der Pilze
          - Opisthosporidia Karpov, Aleoshin & Mikhailov 2014
            - Aphelidea Gromov 2000 [=Aphelidida Gromov 2000; =Aphelidiomyceta Tedersoo et al. 2018; =Aphelidiomycota Tedersoo et al. 2018; =Aphelidiomycotina Tedersoo et al. 2018; =Aphelidiomycetes Tedersoo et al. 2018; =Aphelidiaceae Tedersoo et al. 2018]
            - Cryptomycota M. D. M. Jones & T. A. Richards 2011 [=Rozellida Lara et al. 2010, emend Karpov & Aleoshin 2014; =Rozellomycota Doweld 2013; =Rozellosporidia Karpov et al. 2017; =Rozellomycotina Tedersoo et al. 2018]
            - Microsporidia Balbiani 1882

          - Blastocladiales Petersen 1909 [=Blastocladiineae Petersen 1909; Blastocladiomycota T. Y. James 2007; Blastocladiomycetes T. Y. James 2007]
          - Chytridiomycota (Töpfchenpilze) Doweld 2001, emend. M. J. Powell in Hibbett et al. 2007
            - Chytridiomycetes de Bary 1863, emend. Cavalier-Smith 1998, emend. M. J. Powell in Hibbett et al. 2007
              - Incertae sedis Chytridiomycetes: Blyttiomyces, Zygorhizidium, Dangeardia
              - Caulochytriales Doweld 2014
              - Chytridiales Cohn 1879, emend. Schröter 1892, emend. D. J. S. Barr 1980, emend. D. J. S. Barr 2001, emend. Letcher & Powell 2006, emend. Mozl.-Standr. 2009, emend. Vélez et al. 2011
              - Cladochytriales Mozl.-Standr. 2009
              - Gromochytriales Karpov & Aleoshin 2014
              - Lobulomycetales D. R. Simmons 2009, emend. D. R. Simmons 2012
              - Mesochytriales Doweld 2013
              - Polychytriales Longcore & D.R. Simmons 2012
              - Polyphagales Doweld 2014
              - Rhizophydiales Letcher 2006, emend. Letcher 2008
              - Rhizophlyctidales Letcher 2008
              - Spizellomycetales D. J. S. Barr 1980, emend. D. J. S. Barr 1983
              - Synchytriales Doweld 2014, emend. Longcore, DR Simmons & Letcher 2016

          - Dikarya Hibbett et al. 2007 emend. Hibbett et al. 2018
            - Incertae sedis Dikarya: Entorrhizomycetes Begerow et al., 2007 [=Entorrhizaceae R. Bauer & Oberw. 1997; =Entorrhizales R. Bauer & Oberwinkler 1997; =Entorrhizomycetes Begerow et al. 2007; =Entorrhizomycota R. Bauer et al. 2015; =Entorrhizomycotina Tedersoo et al. 2018]
            - Schlauchpilze (Ascomycota Cavalier-Smith 1998)
              - Taphrinomycotina O. E. Eriksson & Winka 1997
                - Archaeorhizomyces Rosling & T. James 2011 [=Archaeorhizomycetes Rosling & T. James 2011; =Archaeorhizomycetales Rosling & T. James 2011]
                - Neolecta Spegazzini 1881 [=Neolectomycetes Eriksson & Winka 1997; =Neolectales Landvik et al. 1997; =Neolectaceae Redhead 1977]
                - Pneumocystis P. Delanoë & Delanoë 1912 [=Pneumocystidales O. E. Eriksson 1994; =Pneumocystidomycetes Eriksson & Winka 1997; =Pneumocystidaceae]
                - Spalthefen (Schizosaccharomyces Lindner, 1893) [=Schizosaccharomycetaceae Beij. ex Klöcker 1905; Schizosaccharomycetales O. E. Eriksson et al. 1993; =Schizosaccharomycetes O. E. Eriksson & Winka 1997]
                - Taphrinales Gäumann & C. W. Dodge 1928 [=Taphrinomycetes O. E. Eriksson & Winka 1997]

              - Echte Hefen (Saccharomycetales Kudryavtsev 1960) [=Saccharomycetes O.E. Eriksson & Winka, 1997; =Saccharomycotina O.E. Eriksson & Winka 1997]
              - Echte Schlauchpilze (Pezizomycotina O.E. Eriksson & Winka 1997)
                - Arthoniales Henssen & Jahns ex D. Hawksw. & O. E. Eriksson 1986 [=Arthoniomycetes O. E. Eriksson & Winka 1997]
                - Dothideomycetes O. E. Eriksson & Winka 1997
                - Eurotiomycetes O. E. Eriksson & Winka 1997, emend. Geiser et al. 2006
                - Erdzungenverwandte (Geoglossaceae Corda 1838, emend. Schoch et al. 2009) [=Geoglossales Zheng Wang et al. 2009; Geoglossomycetes Zheng Wang et al. 2009]
                - Laboulbeniomycetes Engler 1898
                - Lecanoromycetes O. E. Eriksson & Winka 2001
                - Leotiomycetes O. E. Eriksson & Winka 1997
                - Lichinales Henssen & Büdel 1986 [=Lichinomycetes Reeb et al. 2004]
                - Knopfbecherchenverwandte (Orbiliaceae Nannfeldt 1932) [=Orbiliales Baral et al. 2003; =Orbiliomycetes Eriksson & Baral 2003]
                - Becherlingsartige (Pezizales J. Schröter 1894) [=Pezizomycetes O. E. Eriksson & Winka 1997]
                - Sordariomycetes O. E. Eriksson & Winka 1997
                - Xanthopyreniaceae Zahlbr. 1926 [=Collemopsidiales Pérez-Ortega et al. 2016; Collemopsidiomycetes Tedersoo et al. 2018]
                - Xylonomycetes R. Gazis & P. Chaverri 2012

            - Ständerpilze (Basidiomycota R. T. Moore 1980)
              - Agaricomycotina Doweld 2001
                - Agaricomycetes Doweld 2001
                - Gallerttränenverwandte (Dacrymycetales Hennings 1898) [=Dacrymycetes Doweld 2001]
                - Tremellomycetes Doweld 2001

              - Pucciniomycotina R. Bauer et al. 2006 [=Urediniomycetes Swann & Taylor 1995]
                - Agaricostilbomycetes R. Bauer et al. 2006
                - Atractiellales Oberwinkler & Bandoni 1982 [=Atractiellomycetes R. Bauer et al. 2006]
                - Classiculales R. Bauer et al. 2003 [=Classiculomycetes R. Bauer et al. 2006]
                - Cryptomycocolax Oberwinkler & R. Bauer 1990 [=Cryptomycocolacaceae Oberw. & R. Bauer 1990; =Cryptomycocolacales Oberwinkler & R. Bauer 1990; =Cryptomycocolacomycetes R. Bauer et al. 2006]
                - Cystobasidiomycetes R. Bauer et al. 2006
                - Microbotryomycetes R. Bauer et al. 2006
                - Mixia Kramer 1959 [=Mixiaceae C.L. Kramer 1987; =Mixiales R. Bauer et al. 2006; Mixiomycetes R. Bauer et al. 2006]
                - Pucciniomycetes R. Bauer et al. 2006
                - Spiculogloeaceae Denchev 2009 [=Spiculogloeales R. Bauer et al. 2006; =Spiculogloeomycetes Q.M. Wang et al. 2015]
                - Tritirachium Limber 1940 [=Tritirachiaceae Aime & Schell 2011; =Tritirachiales Aime & Schell 2011; =Tritirachiomycetes Aime & Schell 2011]

              - Ustilaginomycotina R. Bauer et al. 2006
                - Exobasidiomycetes Begerow et al. 2007
                - Malassezia Baill. 1889 [=Malasseziales R.T. Moore 1980; =Malasseziaceae Denchev & R.T. Moore 2009; =Malasseziomycetes Boekhout et al. 2014]
                - Moniliella Stolk & Dakin, 1966 [=Moniliellaceae Q.M. Wang et al. 2014; =Moniliellales Q.M. Wang, et al. 2014; =Moniliellomycetes Q.M. Wang et al. 2014]
                - Ustilaginomycetes R. Bauer et al. 1997

              - Wallemiomycotina Doweld 2014
                - Wallemia Johan-Olsen 1887 [=Wallemiaceae R.T. Moore 1996; =Wallemiales Zalar et al. 2005; =Wallemiomycetes Zalar et al. 2005]
                - Geminibasidiaceae H.D.T. Nguyen et al. 2013 [=Geminibasidiales H.D.T. Nguyen et al. 2013; =Geminibasidiomycetes H.D.T. Nguyen & Seifert 2015]

          - Monoblepharidomycetes J.H. Schaffn. 1909
          - Mucoromycota Doweld 2001 emend. Spatafora & Stajich 2016 [Zygomycota F. Moreau 1954, pro parte; Mucoromyceta Tedersoo et al. 2018]
            - Glomeromycotina  C. Walker & A. Schüßler 2016
              - Archaeosporales C. Walker & A. Schüßler 2001 [=Archaeosporomycetes Sieverding et al. 2011]
              - Arbuskuläre Mykorrhizapilze (Glomeromycetes Cavalier-Smith 1998, emend. Oehl et al. 2011)
                - Diversisporales C. Walker & A. Schüßler 2001
                - Jochtrüffelartige (Glomerales J. B. Morton & Benny 1990)
                - Paraglomus J.B. Morton & D. Redecker 2001 [=Paraglomeraceae J. B. Morton & D. Redecker 2001; =Paraglomerales C. Walker & A. Schüßler 2001; =Paraglomeromycetes Oehl et al. 2011]

            - Mortierellaceae A. Fischer 1892 [Mortierellales Cavalier-Smith 1998; =Mortierellomycotina Kerst et al. 2011; =Mortierellomycetes Doweld 2014; =Mortierellomycota Tedersoo et al. 2018]
            - Mucoromycotina Benny 2007
              - Endogonales Moreau ex R. K. Benjamin 1979 [=Endogonomycetes Doweld 2014]
              - Mucorales Frtz 1832, emend. Schröter 1897 [=Mucoromycetes Doweld 2014]
              - Umbelopsidales Spatafora, Stajich & Bonito 2016 [=Umbelopsidomycetes Tedersoo et al. 2018]

          - Neocallimastigaceae Heath 1983, emend. Barr 1989 [=Neocallimastigales J. L. Li et al. 1993, =Neocallymastigacetes M. J. Powell 2007, =Neocallimastigomycota M. J. Powell 2007]
          - Olpidium (A. Braun) Rabenh. 1868 [=Olpidiaceae J. Schröt. 1889; =Olpidiales Cavalier-Smith 2013; =Olpidiomycota Doweld 2013; =Olpidiomycotina Doweld 2013; =Olpidiomyceta Tedersoo et al. 2018]
          - Zoopagomycota Gryganskyi, M.E. Smith, Spatafora & Stajich 2016 [Zygomycota F. Moreau 1954, pro parte; Zoopagomyceta Tedersoo et al. 2018]
            - Entomophthoromycotina Humber 2007
              - Basidiobolus Eidam 1886 [=Basidiobolomycetes Doweld 2001 emend. Humber 2012]
              - Fliegentöterpilzartige (Entomophthorales G. Winter 1880) [=Entomophthoromycetes Humber 2012]
              - Neozygitaceae Ben-Ze’ev, R.G. Kenneth & Uziel 1987 [=Neozygitomycetes Humber 2012; =Neozygitales Humber 2012]

            - Zoopagales Bessey ex R.K. Benjamin 1979 [=Zoopagomycotina Benny 2007]
            - Kickxellomycotina Benny 2007
              - Asellariales Manier ex Manier & Lichtwardt 1978 [=Asellariaceae Manier ex Manier & Lichtw. 1968]
              - Dimargaritaceae R.K. Benjamin 1959 [=Dimargaritales R. K. Benjamin 1979]
              - Harpellales Lichtwardt & Manier 1978
              - Kickxellaceae Linder 1943 [=Kickxellales Kreisel ex R. K. Benjamin 1979]

  - Amoebozoa Lühe 1913, sensu Cavalier-Smith 1998
    - Incertae sedis Amoebozoa: Belonocystis, Boveella, Biomyxa, Corallomyxa, Gibbodiscus, Hartmannia, Malamoeba, Malpighamoeba, Microcorycia, Microglomus, Oscillosignum, Parmulina, Penardochlamys, Pseudothecamoeba, Rhabdamoeba, Schoutedamoeba, Stereomyxa, Subulamoeba, Thecochaos, Triaenamoeba, Unda, Zonomyxa
    - Tubulinea Smirnov et al. 2005 [=Lobosea Cavalier-Smith 2004]
      - Corycida Kang et al. 2017
      - Echinamoebida Cavalier-Smith 2004
      - Elardia Kang et al. 2017
        - Leptomyxida Pussard & Pons 1976 sensu Smirnov et al. 2017
        - Arcellinida Kent 1880
          - Incertae sedis Arcellinida: Argynnia, Awerintzewia, Geamphorella, Jungia, Lagenodifflugia, Lamtoquadrula, Leptochlamys, Maghrebia, Microquadrula, Paraquadrula, Pentagonia, Pseudawerintzewia, Pomoriella, Pontigulasia, Physochila, Schoenbornia, Sexangularia, Zivkovicia
          - Sphaerothecina Kosakyan 2016
          - Difflugina Meisterfeld 2002 sensu Kosakyan et al. 2016
          - Heleopera sphagni Leidy 1874
          - Phryganellina Bovee 1985

        - Euamoebida Lepşi 1960 sensu Smirnov et al. 2011

    - Evosea Kang et al. 2017
      - Variosea Cavalier-Smith et al. 2004
        - Flamellidae Cavalier-Smith 2016
        - Filamoeba Page 1967
        - Heliamoeba Berney, Bass & Geisen 2015
        - Protosteliida Olive & Stoianovitch 1966 sensu Shadwick et Spiegel in Adl et al. 2012
        - Fractovitellida Lahr et al. 2011, sensu Kang et al. 2017
          - Acramoebidae Smirnov, Nassonova & Cavalier-Smith 2008
          - Schizoplasmodiidae Shadwick & Spiegel in Adl et al. 2012
          - Soliformoviidae Lahr & Katz 2011

        - Angulamoeba Berney, Bass & Geisen 2015
        - Cavosteliida Shadwick & Spiegel in Adl et al. 2012
        - Ischnamoeba Berney, Bass & Geisen 2015
        - Darbyshirella Berney, Bass & Geisen 2015
        - Holomastigida Lauterborn 1895
        - Dictyamoeba Berney, Bass & Geisen 2015
        - Arboramoeba Berney, Bass & Geisen 2015
        - Phalansterium Cienkowski 1870

      - Schleimpilze (Eumycetozoa Zopf 1884 sensu Kang et al. 2017)
        - Dictyostelia Lister 1909, sensu Sheikh et al. 2018
        - Myxogastria Macbride 1899 [Myxomycetes Link 1833, sensu Haeckel 1866]
          - Lucisporidia Cavalier-Smith 2013
          - Columellidia Cavalier-Smith 2015

        - Protosporangiida Shadwick & Spiegel in Adl et al. 2012
          - Protosporangiidae Spiegel in Adl et al. 2012
          - Ceratiomyxa Schroeter 1889

      - Cutosea Cavalier-Smith et al. 2016
      - Archamoebea Cavalier-Smith 1983 sensu Cavalier-Smith et al. 2004
        - Mastigamoebida Frenzel 1897 sensu Cavalier-Smith 2013
          - Mastigamoeba F.E.Schulze 1875

        - Pelobiontida Page 1976 sensu Cavalier-Smith 2013
        - Tricholimax Frenzel 1897
        - Entamoebidae Cavalier-Smith 1993
          - Endamoeba Leidy 1879
          - Entamoeba Casagrandi & Barbagallo 1895

        - Rhizomastix Alexeieff 1911

    - Discosea Cavalier-Smith et al. 2004 sensu Smirnov et al. 2011
      - Flabellinia Smirnov et al. 2005
        - Thecamoebida Schaeffer 1926 sensu Smirnov et al. 2011
        - Dermamoebida Cavalier-Smith 2004
        - Mycamoeba Blandenier et al. 201718
        - Dactylopodida Smirnov et al. 2005 sensu Kang et al. 2017
        - Vannellida Smirnov et al. 2005

      - Stygamoebida Smirnov et al. 2011
      - Centramoebia Cavalier-Smith et al. 2016
        - Acanthopodida Page 1976
        - Pellitida Smirnov & Cavalier-Smith 2011 sensu Kang et al. 2017
        - Himatismenida Page 1987
- DIAPHORETICKES Adl et al. 2012
  - Incertae sedis Diaphoretickes
    - Microheliella Cavalier-Smith 2012
    - Ancoracysta Janouskovec et al. 2017
    - Rappemonads Kim et al. 2011 [Rappephyceae Cavalier-Smith in Cavalier-Smith, Chao & Lewis 2015]
    - Telonemia Shalchian-Tabrizi 2006 [Telonemea Cavalier-Smith 1993]
    - Picozoa Seenivasan et al. 2013 [Picobiliphytes Not et al. 2007; Picomonadea Seenivasan et al. 2013 emend. Cavalier-Smith 2017]
    - Haptista Cavalier-Smith 2003
      - Haptophyta Hibberd 1976, ex. Edvardsen & Eikrem 2000
        - Pavlovales Green 1976
        - Prymnesiophyceae Hibberd 1976
          - Prymnesiales Papenfuss 1955, emend. Edvardsen & Eikrem 2000
          - Phaeocystales Medlin 2000
          - Isochrysidales Pascher 1910, emend. Edvardsen & Eikrem 2000
          - Coccolithales Schwarz 1932, emend. Edvardsen & Eikrem 2000

      - Centroplasthelida Febvre-Chevalier & Febvre 1984 [Centrohelea Kühn 1926 sensu Cavalier-Smith in Yabuki et al. 2012; Centroheliozoa Dürrschmidt & Patterson 1987; nicht Centrohelida Kühn 1926 (polyphyletisch – schlossen auch Gymnosphaerida ein)]
        - Incertae sedis Centroplasthelida: Spiculophryidae Shishkin & Zlatogursky 2018
        - Incertae sedis Centroplasthelida: Parasphaerastrum Mikrjukov, 1996
        - Pterocystida Cavalier-Smith & von der Heyden 2007 emend. Shishkin & Zlatogursky 2018
          - Raphidista Shishkin & Zlatogursky 2018
            - Choanocystidae Cavalier-Smith & von der Heyden 2007
            - Raphidiophryidae Febvre-Chevalier & Febvre 1984 emend. Shishkin & Zlatogursky 2018

          - Pterista Shishkin & Zlatogursky 2018
            - Oxnerellidae Cavalier-Smith & Chao 2012
            - Pterocystidae Cavalier-Smith & von der Heyden 2007
            - Heterophryidae Poche 1913 emend. Cavalier-Smith & von der Heyden 2007

        - Panacanthocystida Shishkin & Zlatogursky 2018
          - Yogsothothidae Shishkin & Zlatogursky 2018

    - Cryptista Adl et al., 2019 [Cryptista Cavalier-Smith 1989, emend. 2018]
      - Palpitomonas Yabuki & Ishida 2010
      - Cryptophyceae Pascher 1913, emend. Schoenichen 1925, emend. Adl et al. 2012 [Cryptophyta Silva 1962; Cryptophyta Cavalier-Smith 1986]
        - Incertae sedis Cryptophyceae: Bjornbergiella Bicudo 1966
        - Cryptomonadales Pascher 1913
        - Cyathomonadacea Pringsheim 1944
        - Kathablepharidacea Skuja 1939 [Kathablepharidae Vørs 1992]

  - Archaeplastida Adl et al. 2005
    - Glaucophyta Skuja 1954 [Glaucocystaceae West 1904; Glaucocystophyta Kies & Kremer 1986]
    - Rotalgen (Rhodophyceae Thuret 1855, emend. Rabenhorst 1863) [Rhodophyta Wettstein 1901; Rhodoplantae Saunders & Hommersand 2004 emend. Adl et al. 2005]
      - Cyanidiales T. Christensen 1962 [Cyanidiophyceae Merola et al. 1981; Cyanidiophyta Moehn ex Doweld 2001]
      - Proteorhodophytina Muñoz-Gómez et al. 2017
        - Compsopogonales Skuja 1939 [Compsopogonophyceae G. W. Saunders & Hommersand 2004]
        - Porphyridiophyceae H. S. Yoon et al. 2006
        - Rhodellophyceae Cavalier-Smith 1998 [Rhodellophytina Cavalier-Smith 1998]
        - Stylonematales K. Drew 1956 [Stylonematophyceae H.S. Yoon et al. 2006]

      - Eurhodophytina G.W.Saunders & Hommersand 2004
        - Bangiales Nägeli 1847 [Bangiophyceae A. Wettstein 1901]
        - Florideophycidae Cronquist 1960
          - Hildenbrandia Nardo 1834 [Hildenbrandiophycidae G. W. Saunders & Hommersand 2004]
          - Nemaliophycidae Christensen 1978
          - Corallinophycidae L. Le Gall & G. W. Saunders 2007
          - Ahnfeltiophycidae G. W. Saunders & Hommersand 2004
          - Rhodymeniophycidae G. W. Saunders & Hommersand 2004

    - Chloroplastida Adl et al. 2005 [Viridiplantae Cavalier-Smith 1981; Chlorobionta Jeffrey 1982, emend. Bremer 1985, emend. Lewis & McCourt 2004; Chlorobiota Kendrick & Crane 1997]
      - Chlorophyta Pascher 1914, emend. Lewis & McCourt 2004
        - Ulvophyceae Mattox & Stewart 1984
        - Trebouxiophyceae Friedl 1995 [Pleurastrophyceae Mattox et al. 1984; Microthamniales Melkonian 1990]
        - Chlorophyceae Christensen 1994
        - Chlorodendrophyceae Fritsch 1917 prasinophyte clade IV Nakayamaet al. 1998
        - Pedinophyceae Moestrup 1991, emend. Fawley et al. in Adl et al. 2012
        - Chloropicophyceae Lopes dos Santos & Eikrem 2017 prasinophyte clade VII A & B Lopes dos Santos et al. 2017
        - Picocystophyceae Lopes dos Santos & Eikrem 2017
        - Pyramimonadales Chadefaud 1950 prasinophyte clade I Nakayama et al. 1998
        - Mamiellophyceae Marin & Melkonian 2010 prasinophyte clade II Nakayama et al. 1998
        - Nephroselmis Stein, 1878 [Nephroselmidophyceae Cavalier-Smith 1993, emend. Yamaguchi 2011; prasinophyte clade III Nakayama et al. 1998]
        - Pycnococcaceae Guillard 1991 emend. Fawley 1999 [Pseudoscourfieldiales & Pseudoscourfieldiaceae Melkonian 1990; prasinophyte clade V Fawley et al. 2000]
        - Palmophyllophyceae Leliaert et al. 2016
          - Palmophyllales Zechman et al. 2010
          - Prasinococcales Guillou et al. 2004, as in Leliaert et al. 2016 prasinophyte clade VI Fawley et al. 2000

      - Streptophyta Bremer & Wanntorp 1981 [Charophyta Migula 1897, emend. Karol et al. 2009; Charophyceae Smith 1938; Charophyceae Jeffrey 1967; Streptophyta Mattox & Stewart 1984]
        - Chlorokybus Geitler 1942 [Chlorokybophyceae Lewis & McCourt 2004]
        - Mesostigma Lauterborn 1894 [Mesostigmatophyceae Marin & Melkonian 1999, emend. Lewis & McCourt 2004; Mesostigmata Turmel et al. 2002]
        - Klebsormidiophyceae van den Hoek et al. 1995
        - Phragmoplastophyta Lecointre & Guyander 2006
          - Zygnematophyceae van den Hoek et al. 1995, emend. Hall et al. 2009
          - Coleochaetophyceae Jeffrey 1982
          - Charophyceae Smith 1938, emend. Karol et al. 2009 [Charales Lindley 1836; Charophytae Engler 1887]
          - Landpflanzen (Embryophyta Engler 1886, emend. Lewis & McCourt 2004) [Cormophyta Endlicher 1836; Pflanzen (Plantae Haeckel 1866)]

  - Sar Burki et al. 2008, emend. Adl et al. 2012 [Harosa Cavalier-Smith 2010]
    - Stramenopiles Patterson 1989, emend. Adl et al. 2005 [Heterokonta Cavalier-Smith, 1981 stat. n. 2017]
      - Incertae sedis Stramenopiles: environmental marine Stramenopiles MAST-21, MAST-25 Massana et al. 2014
      - Incertae sedis Stramenopiles: Platysulcus Shiratori, Nakayama & Ishida 2015
      - Bigyra Cavalier-Smith 1998 emend. 2006
        - Opalozoa Cavalier-Smith 1991 emend. 2006
          - Incertae sedis Opalozoa: Cantina, Rictus
          - Incertae sedis Opalozoa: environmental marine Stramenopiles MAST-12 Massana et al. 2014
          - Nanomonadea Cavalier-Smith 2012 [environmental marine Stramenopiles MAST-3 Massana et al. 2014]
          - Opalinata Wenyon 1926, emend. Cavalier-Smith 1997 [Slopalinida Patterson 1985]
            - Proteromonadea Grasse 1952
            - Opalinea Wenyon 1926
            - Blastocystis Alexeev 1911

          - Placidida Moriya et al. 2002
          - Bicosoecida Grasse 1926, emend. Karpov 1998

        - Sagenista Cavalier-Smith 1995
          - Incertae sedis Sagenista: environmental marine Stramenopiles MAST-4, MAST-7, MAST-8, MAST-9, MAST-10, MAST-11, MAST-20 Massana et al. 2014
          - Netzschleimpilze (Labyrinthulomycetes Dick 2001) [Labyrinthulea (Lister, 1891) Olive ex Cavalier-Smith, 1986]
            - Amphitremida Poche 1913 emend. Gomaa et al. 2003
            - Amphifilida Cavalier-Smith 2012
            - Oblongichytrida Bennett et al. 2017
            - Labyrinthulida Doffein 1901
            - Thraustochytrida Sparrow 1943

          - Pseudophyllomitidae Shiratori et al. 2016 [environmental marine Stramenopiles MAST-6 Massana et al. 2014]

      - Gyrista Cavalier-Smith 1998
        - Incertae sedis Gyrista: environmental marine Stramenopiles MAST-1, MAST-2, MAST-23 Massana et al. 2014
        - Developea Karpov et Aleoshin 2016
        - Hyphochytriales Sparrow 1960
          - Anisolpidiaceae Karling 1943, emend. Dick 2001
          - Hyphochytrium Karling 1939 [Hyphochytridiomycetaceae Fischer 1892, emend. Karling 1939]
          - Rhizidiomycetaceae Karling 1943

        - Eipilze (Peronosporomycetes Dick 2001) [Oomycetes Winter 1897, emend. Dick 1976]
          - Incertae sedis Peronosporomycetes: Atkinsiella, Ciliomyces, Crypticola, Ectrogella, Eurychasma, Halodaphnea, Haliphthoros, Haptoglossa, Lagena, Lagenisma, Olpidiopsis, Pontisma, Pythiella, Rozellopsis, Sirolpidium
          - „Saprolegniale Linie“ Lara in Adl et al. 2019
          - „Peronosporale Linie“ Lara in Adl et al. 2019

        - Pirsoniales Cavalier-Smith 1998 emend. 2006
        - Actinophryidae Claus 1874, emend. Hartmann 1926
        - Ochrophyta Cavalier-Smith 1986 emend. Cavalier-Smith & Chao 1996
          - Chrysista Cavalier-Smith 1986
            - Incertae sedis Chrysista: environmental marine Ochrophyta MOCH-3, MOCH-5 Massana et al. 2014
            - Incertae sedis Chrysista: Synchromophyceae Horn & Wilhelm 2007, Chrysomerophyceae Cavalier-Smith 1995, Picophagus, Chrysowaernella, Aurearena
            - Goldbraune Algen (Chrysophyceae Pascher 1914)
              - Incertae sedis Chrysophyceae: Chryososaccus, Chrysosphera, Cyclonexis, Lygynion, Phaeoplaca
              - Chromulinales Pascher 1910
              - Hibberdiales Andersen 1989
              - Goldmonaden (Ochromonadales Pascher 1910)
              - Paraphysomonadida Scoble & Cavalier-Smith 2014
              - Synurales Andersen 1987

            - Eustigmatales Hibberd 1981
            - Braunalgen (Phaeophyceae Hansgirg 1886) [Phaeophyceae Kjellman 1891, Phaeophyceae Pfitzer 1894]
              - Ascoseirales Petrov 1964
              - Desmarestiales Setchell & Gardner 1925
              - Dictyotales Bory de Saint-Vincent 1828
              - Discosporangiales Kawai et al. 2007
              - Ectocarpales Bessey 1907, emend. Silva & Reviers 2000
              - Fucales Bory de Saint-Vincent 1927
              - Ishige Yendo 1907 [Ishigeacea Okamura 1935; Ishigeales Cho et al. 2004]
              - Laminariales Migula 1908
              - Nemoderma Schousboe ex Bonnet 1892 [Nemodermatales Parente et al. 2008]
              - Onslowiales Draisma & Prud’homme van Reine 2008
              - Ralfsiales Nakamura ex Lim & Kawai 2007
              - Scytothamnales Peters & Clayton 1998
              - Sphacelariales Migula 1908
              - Sporochnales Sauvageau 1926
              - Syringodermatales Henry 1984
              - Tilopteridales Bessey 1907

            - Phaeothamniophyceae Andersen & Bailey in Bailey et al. 1998
              - Phaeothamniales Bourrelly 1954, emend. Andersen & Bailey in Bailey et al. 1998
              - Pleurochloridales Ettl 1956

            - Raphidophyceae Chadefaud 1950, emend. Silva 1980
            - Schizocladia Henry et al. in Kawai et al. 2003 [Schizocladales Kawai et al. 2003]
            - Gelbgrüne Algen (Xanthophyceae Allorge 1930, emend. Fritsch 1935) [Heterokontae Luther 1899; Heteromonadea Leedale 1983; Xanthophyta Hibberd 1990]
              - Tribonematales Pascher 1939
              - Vaucheriales Bohlin 1901

          - Diatomista Derelle et al. 2016 emend. Cavalier-Smith 2017
            - Incertae sedis Diatomista: environmental marine Ochrophyta MOCH-1, MOCH-2, MOCH-4 Massana et al. 2014
            - Bolidophyceae Guillou et al. 1999 [Parmales Booth & Marchant 1987]
            - Diatomeae Dumortier 1821 [=Bacillariophyta Haeckel, 1878]
              - Leptocylindrophytina D.G. Mann, in Adl et al. 2019
                - Leptocylindrophyceae D.G. Mann, in Adl et al. 2019
                - Corethrophyceae D.G. Mann, in Adl et al. 2019

              - Ellerbeckiophytina D.G. Mann, in Adl et al. 2019
              - Probosciophytina D.G. Mann, in Adl et al. 2019
              - Melosirophytina D.G. Mann, in Adl et al. 2019
              - Coscinodiscophytina Medlin & Kaczmarska 2004, emend. Adl et al. 2019
              - Rhizosoleniophytina D.G. Mann, in Adl et al. 2019
              - Arachnoidiscophytina D.G. Mann, in Adl et al. 2019
              - Bacillariophytina Medlin & Kaczmarska 2004, emend. Adl et al. 2019
                - Mediophyceae Jouse & Proshkina-Lavrenko in Medlin & Kaczmarska 2004
                  - Chaetocerotophycidae Round & R.M. Crawford in Round et al. 1990, emend. Adl et al. 2019
                  - Lithodesmiophycidae Round & R.M. Crawford in Round et al. 1990, emend. Adl et al. 2019
                  - Thalassiosirophycidae Round & R.M. Crawford in Round et al. 1990
                  - Cymatosirophycidae Round & R.M. Crawford in Round et al. 1990
                  - Odontellophycidae D. G. Mann, in Adl et al. 2019
                  - Chrysanthemodiscophycidae D.G. Mann, in Adl et al. 2019

                - Biddulphiophyceae D. G. Mann, in Adl et al. 2019
                  - Biddulphiophycidae Round & R.M. Crawford in Round et al. 1990, emend. Adl et al. 2019
                  - Attheya T. West 1860

                - Kieselalgen (Bacillariophyceae Haeckel 1878, emend. Adl et al. 2019)
                  - Striatellaceae Kützing 1844
                  - Urneidophycidae Medlin 2016
                  - Fragilariophycidae Round in Round, Crawford & Mann 1990, emend. Adl et al. 2019
                  - Bacillariophycidae D.G. Mann in Round, Crawford & Mann 1990, emend. Adl et al. 2019

            - Dictyochophyceae Silva 1980
              - Dictyochales Haeckel 1894
              - Pedinellales Zimmermann et al. 1984
              - Rhizochromulinales O’Kelly & Wujek 1994

            - Pelagophyceae Andersen & Saunders 1993
              - Pelagomonadales Andersen & Saunders 1993
              - Sarcinochrysidales Gayral & Billard 1977

            - Pinguiophyceae Kawachi et al. 2003

    - Alveolata Cavalier-Smith 1991
      - Colpodellida Cavalier-Smith 1993, emend. Adl et al. 2005, 2019
        - Vitrellaceae Oborník & Lukeš 2012
        - Colpodellaceae Adl et al. 2019
        - Chromeraceae Oborník & Lukeš 2012
        - Alphamonaceae Adl et al. 2019

      - Perkinsidae Levine 1978, emend. Adl et al. 2005 [Perkinsozoa Moestrup & Rehnstam-Holm, 1999; Perkinsozoa Norén & Moestrup, 1999]
      - Colponemida Cavalier-Smith 1993 emend. Adl et al. 2019
        - Colponemidia Tikhonenkov et al. 2014
        - Acavomonidia Tikhonenkov et al. 2014
        - Palustrimonas Patterson & Simpson, 1996
        - Oxyrrhis Dujardin 1841 [Oxyrrhinaceae Sournia 1984]

      - Dinoflagellata Bütschli 1885, emend. Fensome et al. 1993, emend. Adl et al. 2005
        - Incertae sedis Dinoflagellata: Adenoides, Akashiwo, Amphidiniella, Ankistrodinium, Apicoporus, Archaeosphaerodiniopsis, Bispinodinium, Bysmatrum, Cabra, Cladopyxis, Crypthecodinium, Cucumeridinium, Dactylodinium, Dicroerisma, Gloeodinium, Grammatodinium, Gynogonadinium, Gyrodiniellum, Halostylodinium, Heterodinium, Moestrupia, Paragymnodinium, Phytodinium, Plagiodinium, Planodinium, Pileidinium, Pseudadenoides, Pseudothecadinium, Pyramidodinium, Roscoffia, Sabulodinium, Sphaerodinium, Spiniferodinium, Testudodinium, Thecadinium,Thecadiniopsis, Togula
        - Incertae sedis Dinoflagellata: Blastodiniales Chatton 1906
        - Syndiniales Loeblich III 1976
          - Incertae sedis Syndiniales: Duboscquella, Ichthyodinium (environmental marine Alveolate (MALV) Group I), Merodinium
          - Incertae sedis Syndiniales: Ellobiopsidae Coutière 1911
          - Euduboscquellidae Coats & Bachvaroff 2012
          - Amoebophryidae Cachon 1964 (environmental marine Alveolate Group II López-García et al., 2001)
          - Syndinidae Chatton 1910 (environmental marine Alveolate Group IV Guillou et al., 2008)
          - Sphaeriparaceae Loeblich III 1970

        - Noctilucales Haeckel 1894 [Noctiluciphyceae Fensome et al. 1993]
        - Dinophyceae Pascher 1914
          - Gymnodiniphycidae Fensome et al. 1993
            - Gymnodinium F. Stein 1878, emend. G. Hansen & Moestrup in Daugbjerg et al. 2000 sensu stricto
            - Amphidinium Claparède & Lachmann 1859, emend. Flø Jørgensen et al. 2004 sensu stricto
            - Gyrodinium Kofoid & Swezy 1921, emend. G. Hansen & Moestrup in Daugbjerg et al. 2000 sensu stricto
            - Kareniaceae Bergholtz et al. 2005
            - Ceratoperidiniaceae Loeblich III 1980, emend. Reñé & de Salas 2013
            - Torodiniales Boutrup, Moestrup & Daugbjerg 2016
            - Levanderina Moestrup et al. 2014
            - Margalefidinium F. Gómez, Richlen & D.M. Anderson 2017
            - Cochlodinium F. Schütt emend. F. Gómez, Richlen & D.M. Anderson 2017 sensu stricto
            - Ptychodiscales Fensome et al. 1993
            - Borghiellaceae Moestrup, Lindberg, & Daugbjerg 2009
            - Tovelliaceae Moestrup et al. 2005
            - Suessiaceae Fensome et al. 1993, emend. Moestrup et al. 2009

          - Peridiniphycidae Fensome et al. 1993
            - Gonyaulacales Taylor 1980
            - Peridiniales Haeckel 1894
            - Thoracosphaeraceae Schiller 1930
            - Podolampadaceae Lindemann 1928
            - Kryptoperidiniaceae Lindemann 1925
            - Heterocapsaceae Fensome et al. 1993
            - Amphidomataceae Sournia 1984
            - Oxytoxaceae Lindemann 1928
            - Centrodiniaceae Hernández-Becerril 2010

          - Dinophysales Kofoid 1926
          - Prorocentrales Lemmermann 1910

      - Apicomplexa Levine 1980, emend. Adl et al. 2005
        - Incertae sedis Apicomplexa: Agamococcidiorida Levine 1979
        - Incertae sedis Apicomplexa: Protococcidiorida Kheisin 1956
        - Incertae sedis Apicomplexa: Aggregata, Christalloidophora, Dobellia, Echinococcidium, Globidiellum, Joyeuxella, Rhabdospora, Spermatobium, Spiriopsis, Spirogregarina, Toxocystis, Trophosphaera
        - Aconoidasida Mehlhorn et al. 1980 [=Hematozoa Vivier 1982]
          - Haemospororida Danilewsky 1885
          - Piroplasmorida Wenyon 1926
          - Nephromycida Cavalier-Smith 1993, emend. Adl et al. 2019

        - Conoidasida Levine 1988
          - Coccidia Leuckart 1879
            - Adeleorina Léger 1911
            - Eimeriorina Léger 1911

          - Gregarinasina Dufour 1828
            - Incertae sedis Gregarinasina: Digyalum, Exoschizon
            - Archigregarinorida Grassé 1953
            - Eugregarinorida Léger 1900
            - Neogregarinorida Grassé 1953
            - Cryptogregarinorida Cavalier-Smith 2014 emend Adl et al. 2019

          - Blastogregarinea Chatton & Villeneuve 1936, emend. Simdyanov et al. 2018

      - Wimpertierchen (Ciliophora Doflein, 1901) [Ciliata Perty, 1852; Infusoria Bütschli, 1887]
        - Postodesmatophora Gerassimova & Seravin, 1976
          - Karyorelictea Corliss, 1974
            - Kentrophoridae Jankowski, 1980
            - Loxodida Jankowski, 1980
              - Cryptopharyngidae Jankowski, 1980
              - Loxodidae Bütschli, 1889

            - Geleiidae Kahl, 1933

          - Heterotrichea Stein, 1859
            - Blepharismidae Jankowski in Small & Lynn, 1985
            - Climacostomidae Repak, 1972
            - Condylostomatidae Kahl in Doflein & Reichenow, 1929
            - Fabreidae Shazib et al., 2014
            - Gruberiidae Shazib et al., 2014
            - Coliphorina Jankowski, 1967
              - Folliculinidae Dons, 1914
              - Maristentoridae Miao et al., 2005

            - Peritromidae Stein, 1867
            - Spirostomidae Stein, 1867
            - Stentoridae Carus, 1863

        - Intramacronucleata Lynn, 1996
          - Incertae sedis Intramacronucleata: Protocruzia Faria da Cunha & Pinto 1922 [Protocruziidae Jankowski, 1980; Protocruziidia de Puytorac et al., 1987]
          - SAL Gentekaki et al., 2014
            - Incertae sedis SAL: Cariacothrix Orsi et al., 2012 [Cariacotrichea Orsi et al., 2011]
            - Incertae sedis SAL: Mesodiniidae Jankowski, 1980
            - Incertae sedis SAL: Phacodinium Prowazek, 1900 [Phacodiniidia Small & Lynn, 1985]
            - Spirotrichea Bütschli, 1889
              - Euplotia Jankowski, 1979
                - Euplotida Small & Lynn, 1985
                  - Aspidiscidae Ehrenberg, 1830
                  - Certesiidae Borror & Hill, 1995
                  - Euplotidae Ehrenberg, 1838
                  - Gastrocirrhidae Fauré-Fremiet, 1961
                  - Uronychidae Jankowski, 1975

                - Discocephalida Wicklow, 1982
                  - Discocephalidae Jankowski, 1979
                  - Pseudoamphisiellidae Song et al., 1997

              - Perilemmaphora Berger, 2008
                - Hypotrichia Stein, 1859
                  - Stichotrichida Fauré-Fremiet, 1961
                    - Amphisiellidae Jankowski, 1979
                    - Atractosidae Bourland, 2015
                    - Epiclintidae Wicklow & Borror, 1990
                    - Gonostomatidae Small & Lynn, 1985
                    - Halteriidae Claparède & Lachmann, 1858
                    - Holostichidae Fauré-Fremiet, 1961
                    - Kahliellidae Tuffrau, 1979
                    - Keronidae Dujardin, 1840
                    - Oxytrichidae Ehrenberg, 1830
                    - Parabirojimidae Dai & Xu, 2011
                    - Plagiotomidae Bütschli, 1887
                    - Psammomitridae Jankowski, 1979
                    - Pseudoamphisiellidae Song et al., 1996
                    - Psilotrichidae Bütschli, 1889
                    - Schmidingerotrichidae Foissner, 2012
                    - Spirofilidae von Gelei, 1929
                    - Trachelostylidae Small & Lynn, 1985
                    - Uroleptidae Foissner & Stoeck, 2008

                  - Urostylida Jankowski, 1979
                    - Bergeriellidae Liu et al., 2010
                    - Hemicycliostylidae Lyu et al., 2018
                    - Pseudokeronopsidae Borror & Wicklow, 1983
                    - Pseudourostylidae Jankowski, 1979
                    - Urostylidae Bütschli, 1889

                - Oligotrichia Bütschli, 1887
                  - Oligotrichida Bütschli, 1887
                    - Cyrtostrombidiidae Agatha, 2004
                    - Pelagostrombidiidae Agatha, 2004
                    - Strombidiidae Fauré-Fremiet, 1970
                    - Tontoniidae Agatha, 2004

                  - Choreotrichida Small & Lynn, 1985
                    - Incertae sedis Choreotrichida: Lynnella Liu et al., 2011 [Lynnellidae Liu et al., 2011; Lynnellida Liu et al., 2015]
                    - Strobilidiina Jankowski, 1980
                      - Leegaardiellidae Lynn & Montagnes, 1988
                      - Lohmanniellidae Montagnes & Lynn, 1991
                      - Strobilidiidae Kahl in Doflein & Reichenow, 1929
                      - Strombidinopsidae Small & Lynn, 1985

                    - Tintinnina Kofoid & Campbell, 1929
                      - Incertae sedis Tintinnina: Helicostomella, Tintinnopsis
                      - Ascampbelliellidae Corliss, 1960
                      - Cyttarocylididae Kofoid & Campbell, 1929 [vielleicht =Petalotrichidae Kofoid & Campbell, 1929]
                      - Dictyocystidae Haeckel, 1873
                      - Epiplocylididae Kofoid & Campbell, 1939
                      - Eutintinnidae Bachy et al., 2012
                      - Favellidae Kofoid & Campbell, 1929
                      - Nolaclusiliidae Sniezek et al., 1991
                      - Petalotrichidae Kofoid & Campbell, 1929 [vielleicht =Cyttarocylididae Kofoid & Campbell, 1939]
                      - Ptychocylididae Kofoid & Campbell, 1929
                      - Rhabdonellidae Kofoid & Campbell, 1929
                      - Stenosemellidae Campbell, 1954
                      - Tintinnidae Claparède & Lachmann, 1858
                      - Tintinnidiidae Kofoid & Campbell, 1929
                      - Undellidae Kofoid & Campbell, 1929
                      - Xystonellidae Kofoid & Campbell, 1929

              - Licnophoridae Bütschli, 1887
              - Kiitrichidae Nozawa, 1941

            - Lamellicorticata Vďačný et al., 2010
              - Armophorea Lynn, 2004
                - Incertae sedis Armophorea: Mylestomatidae Kahl in Doflein & Reichenow, 1929
                - Metopida Jankowski, 1980
                  - Metopidae Kahl, 1927
                  - Apometopidae Foissner, 2016
                  - Tropidoatractidae Rotterová et al., 2018

                - Clevelandellida de Puytorac & Grain, 1976
                  - Clevelandellidae Kidder, 1938
                  - Inferostomatidae Ky, 1971
                  - Neonyctotheridae Affa’a, 1987
                  - Nyctotheridae Amaro, 1972
                  - Sicuophoridae Amaro, 1972

                - Caenomorphidae Poche, 1913
                - Odontostomatida Sawaya, 1940
                  - Discomorphellidae Corliss, 1960
                  - Epalxellidae Corliss, 1960 (kann zu Plagiopylida gehören)

              - Litostomatea Small & Lynn, 1981
                - Rhynchostomatia Jankowski 1980
                  - Dileptida Jankowski, 1978
                    - Dileptidae Jankowski, 1980
                    - Dimacrocaryonidae Jankowski, 1978

                  - Tracheliidae Ehrenberg, 1838

                - Haptoria Corliss, 1974
                  - Incertae sedis Haptoria: Chaenea
                  - Lacrymariidae de Fromentel, 1876
                  - Haptorida Corliss, 1974
                    - Enchelyodonidae Foissner et al., 2002
                    - Homalozoonidae Jankowski, 1980
                    - Pleuroplitidae Foissner, 1996

                  - Didiniidae Poche, 1913
                  - Pleurostomatida Schewiakoff, 1896
                    - Amphileptidae Bütschli, 1889
                    - Litonotidae Kent, 1882
                    - Kentrophyllidae Wu et al., 2015

                  - Spathidiida Foissner & Foissner, 1988
                    - Acropisthiidae Foissner & Foissner, 1988
                    - Actinobolinidae Kahl, 1930
                    - Apertospathulidae Foissner et al., 2005
                    - Enchelyidae Ehrenberg, 1838
                    - Pseudoholophryidae Berger et al., 1984
                    - Spathidiidae Kahl in Doflein & Reichenow, 1929
                    - Trachelophyllidae Kent, 1882

                - Helicoprorodontidae Small & Lynn, 1985
                - Trichostomatia Bütschli, 1889
                  - Vestibuliferida de Puytorac et al., 1974
                    - Balantidiidae Reichenow in Doflein & Reichenow, 1929
                    - Buetschliidae Poche, 1913
                    - Paraisotrichidae da Cunha, 1917
                    - Protocaviellidae Grain in Corliss, 1979
                    - Protohalliidae da Cunha & Muniz, 1927
                    - Pycnotrichidae Poche, 1913

                - Isoendo Adl et al. 2019
                  - Isotrichidae Bütschli, 1889
                  - Entodiniomorphida Reichenow in Doflein & Reichenow, 1929
                    - Blepharocorythina Wolska, 1971
                      - Blepharocorythidae Hsiung, 1929
                      - Parentodiniidae Ito, Miyazaki & Imai, 2002
                      - Pseudoentodiniidae Wolska, 1986

                    - Entodiniomorphina Reichenow in Doflein & Reichenow, 1929
                      - Cycloposthiidae Poche, 1913
                      - Gilchristidae Ito, Ishihara & Imai, 2014
                      - Ophryoscolecidae Stein, 1859
                      - Polydiniellidae Corliss, 1960
                      - Rhinozetidae Van Hoven, Gilchrist & Hamilton-Attwell, 1988
                      - Spirodiniidae Strelkow, 1939
                      - Telamodiniidae Latteur & Dufey, 1967
                      - Troglodytellidae Corliss, 1979

                  - Macropodiniida Lynn, 2008
                    -                       - Amylovoracidae Cameron & O’Donoghue, 2002
                      - Macropodiniidae Dehority, 1996
                      - Polycostidae Cameron & O’Donoghue, 2003

          - CONthreeP Lynn in Adl et al., 2012 [Ventrata Cavalier-Smith, 2004]
            - Incertae sedis CONthreeP: Askenasia Blochmann, 1895
            - Incertae sedis CONthreeP: Cyclotrichiidae Jankowski, 1980
            - Incertae sedis CONthreeP: Paraspathidium Noland, 1937
            - Incertae sedis CONthreeP: Pseudotrachelocercidae Song, 1990
            - Incertae sedis CONthreeP: Discotrichidae Jankowski, 1967 [Discotrichida Fan et al., 2014]
            - Phyllopharyngea de Puytorac et al., 1974
              - Synhymeniida de Puytorac et al. in Deroux, 1978
                - Nassulopsidae Deroux in Corliss, 1979
                - Orthodonellidae Jankowski, 1968
                - Scaphidiodontidae Deroux in Corliss, 1979
                - Synhymeniidae Jankowski in Small & Lynn, 1985

              - Subkinetalia Gong et al., 2009
                - Cyrtophoria Fauré-Fremiet in Corliss, 1956
                  - Chlamydodontida Deroux, 1976
                    - Chilodonellidae Deroux, 1970
                    - Chitonellidae Small & Lynn, 1985
                    - Chlamydodontidae Stein, 1859
                    - Gastronautidae Deroux, 1994
                    - Kryoprorodontidae Alekperov & Mamajeva, 1992
                    - Lynchellidae Jankowski, 1968

                  - Dysteriida Deroux, 1976
                    - Dysteriidae Claparède & Lachmann, 1858
                    - Hartmannulidae Poche, 1913
                    - Kyaroikeidae Sniezek & Coats, 1996
                    - Plesiotrichopidae Deroux, 1976
                    - Chonotrichia Wallengren, 1895
                      - Exogemmida Jankowski, 1972
                        - Chilodochonidae Wallengren, 1895
                        - Filichonidae Jankowski, 1973
                        - Helichonidae Jankowski, 1972
                        - Lobochonidae Jankowski, 1967
                        - Phyllochonidae Jankowski, 1972
                        - Spirochonidae Stein, 1854

                      - Cryptogemmida Jankowski, 1975
                        - Actinichonidae Jankowski, 1973
                        - Echinichonidae Jankowski, 1973
                        - Inversochonidae Jankowski, 1973
                        - Isochonidae Jankowski, 1973
                        - Isochonopsidae Batisse & Crumeyrolle, 1988
                        - Stylochonidae Mohr, 1948

                - Rhynchodia Chatton & Lwoff, 1939
                  - Hypocomidae Bütschli, 1889
                  - Rhynchodida Chatton & Lwoff, 1939
                    - Ancistrocomidae Chatton & Lwoff, 1939
                    - Sphenophryidae Chatton & Lwoff, 1921

                - Sauginfusorien (Suctoria Claparède & Lachmann, 1858)
                  - Exogenida Collin, 1912
                    - Allantosomatidae Jankowski, 1967
                    - Dentacinetidae Batisse, 1992
                    - Dendrosomididae Jankowski, 1978
                    - Ephelotidae Kent, 1882
                    - Lecanophryidae Jankowski, 1973
                    - Metacinetidae Bütschli, 1889
                    - Manuelophryidae Dovgal, 2002
                    - Ophryodendridae Stein, 1867
                    - Paracinetidae Jankowski, 1978
                    - Phalacrocleptidae Kozloff, 1966
                    - Podophryidae Haeckel, 1866
                    - Praethecacinetidae Dovgal, 1996
                    - Rhabdophryidae Jankowski, 1970
                    - Severonidae Jankowski, 1981
                    - Spelaeophryidae Jankowski in Batisse, 1975
                    - Tachyblastonidae Grell, 1950
                    - Thecacinetidae Matthes, 1956

                  - Endogenida Collin, 1912
                    - Acinetidae Stein, 1859
                    - Acinetopsidae Jankowski, 1978
                    - Choanophryidae Dovgal, 2002
                    - Corynophryidae Jankowski, 1981
                    - Dactylostomatidae Jankowski, 1978
                    - Dendrosomatidae Fraipont, 1878
                    - Endosphaeridae Jankowski in Corliss, 1979
                    - Erastophryidae Jankowski, 1978
                    - Pseudogemmidae Jankowski, 1978
                    - Rhynchetidae Jankowski, 1978
                    - Solenophryidae Jankowski, 1981
                    - Tokophryidae Jankowski in Small & Lynn, 1985
                    - Trichophryidae Fraipont, 1878

                  - Evaginogenida Jankowski in Corliss, 1979
                    - Cometodendridae Jankowski, 1978
                    - Cyathodiniidae da Cunha, 1914
                    - Dendrocometidae Haeckel, 1866
                    - Discophryidae Collin, 1912
                    - Enchelyomorphidae Augustin & Foissner, 1992
                    - Heliophryidae Corliss, 1979
                    - Periacinetidae Jankowski, 1978
                    - Prodiscophryidae Jankowski, 1978
                    - Rhynchophryidae Jankowski, 1978
                    - Stylocometidae Jankowski, 1978
                    - Trypanococcidae Dovgal, 2002

            - Colpodea Small & Lynn, 1981
              - Bursariomorphida Fernández-Galiano, 1978
                - Bryometopidae Jankowski, 1980
                - Bursaridiidae Foissner, 1993
                - Bursariidae Bory de St. Vincent, 1826

              - Colpodida de Puytorac et al., 1974
                - Incertae sedis Colpodida: Bardeliellidae Foissner, 1984
                - Incertae sedis Colpodida: Hausmanniellidae Foissner, 1987
                - Incertae sedis Colpodida: Ilsiellidae Bourland et al., 2011
                - Incertae sedis Colpodida: Pseudochlamydonellidae Buitkamp et al., 1989
                - Incertae sedis Colpodida: Marynidae Poche, 1913
                - Bryophryina de Puytorac et al., 1979
                  - Bryophryidae de Puytorac et al., 1979
                  - Sandmanniellidae Foissner & Stoeck, 2009

                - Colpodina Foissner et al., 2011
                  - Colpodidae Bory de St. Vincent, 1826
                  - Grandoriidae Corliss, 1960
                  - Tillinidae Foissner et al., 2011

                - Grossglockneriidae Foissner, 1980 [Grossglockneriina Foissner, 1980]

              - Cyrtolophosidida Foissner, 1978
                - Cyrtolophosididae Stokes, 1888
                - Kreyellidae Foissner, 1979

              - Platyophryida de Puytorac et al., 1979
                - Ottowphryidae Foissner et al., 2011
                - Platyophryidae de Puytorac et al., 1979
                - Sagittariidae Grandori & Grandori, 1935
                - Sorogenidae Bradbury & Olive, 1980
                - Woodruffiidae Gelei, 1954

            - Nassophorea Small & Lynn, 1981
              - Colpodidiidae Foissner, 1995
              - Nassulida Jankowski, 1967
                - Furgasoniidae Corliss, 1979
                - Nassulidae de Fromentel, 1874

              - Microthoracida Jankowski, 1967
                - Microthoracidae Wrzesniowski, 1870
                - Leptopharyngidae Kahl, 1926

            - Prostomatea Schewiakoff, 1896
              - Apsiktratidae Foissner et al., 1994 Prostomatida Schewiakoff, 1896
              - Prorodontida Corliss, 1974
                - Balanionidae Small & Lynn, 1985
                - Cryptocaryonidae Wright & Colorni, 2002
                - Colepidae Ehrenberg, 1838
                - Holophryidae Perty, 1852
                - Lagynidae Sola et al., 1990
                - Metacystidae Kahl, 1926
                - Placidae Small & Lynn, 1985
                - Plagiocampidae Kahl, 1926
                - Prorodontidae Kent, 1881
                - Urotrichidae Small & Lynn, 1985

            - Plagiopylea Small & Lynn, 1985
              - Plagiopylida Small & Lynn, 1985
                - Epalxellidae Corliss, 1960 (kann zu Odontostomatida gehören)
                - Plagiopylidae Schewiakoff, 1896
                - Sonderiidae Small & Lynn, 1985
                - Trimyemidae Kahl, 1933

            - Oligohymenophorea de Puytorac et al., 1974
              - Apostomatia Chatton & Lwoff, 1928
                - Apostomatida Chatton & Lwoff, 1928
                  - Colliniidae Cépède, 1910
                  - Cyrtocaryidae Corliss, 1979
                  - Foettingeriidae Chatton, 1911
                  - Pseudocolliniidae Chantangsi et al., 2013

                - Astomatophorida Jankowski, 1966
                  - Opalinopsidae Hartog, 1906

                - Pilisuctorida Jankowski, 1966
                  - Conidophryidae Kirby, 1941

              - Astomatia Schewiakoff, 1896
                - Anoplophryidae Cépède, 1910
                - Buetschliellidae de Puytorac in Corliss, 1979
                - Clausilocolidae de Puytorac in Corliss, 1979
                - Contophryidae de Puytorac, 1972
                - Haptophryidae Cépède, 1923
                - Hoplitophryidae Cheissin, 1930
                - Intoshellinidae Cépède, 1910
                - Maupasellidae Cépède, 1910
                - Radiophryidae de Puytorac, 1972

              - Hymenostomatia Delage & Hérouard, 1896
                - Tetrahymenida Fauré-Fremiet in Corliss, 1956
                  - Incertae sedis Tetrahymenida: Trichospiridae Kahl, 1926
                  - Curimostomatidae Jankowski, 1968
                  - Glaucomidae Corliss, 1971
                  - Spirozonidae Kahl, 1926
                  - Tetrahymenidae Corliss, 1952
                  - Turaniellidae Didier, 1971

                - Ophryoglenida Canella, 1964
                  - Ichthyophthiriidae Kent, 1881
                  - Ophryoglenidae Kent, 1881

              - Peniculia Fauré-Fremiet in Corliss, 1956
                - Peniculida Fauré-Fremiet in Corliss, 1956
                  - Clathrostomatidae Kahl, 1926
                  - Frontoniidae Kahl, 1926
                  - Lembadionidae Jankowski in Corliss, 1979
                  - Maritujidae Jankowski in Small & Lynn, 1985
                  - Neobursaridiidae Dragesco & Tuffrau, 1967
                  - Parameciidae Dujardin, 1840
                  - Paranassulidae Fauré-Fremiet, 1962 (Paranassula)
                  - Stokesiidae Roque, 1961

                - Urocentridae Claparède & Lachmann, 1858 [Urocentrida de Puytorac, Grain & Mignot, 1987]

              - Peritrichia Stein, 1859
                - Sessilida Kahl, 1933
                  - Astylozoidae Kahl, 1935
                  - Ellobiophryidae Chatton & Lwoff, 1929
                  - Epistylididae Kahl, 1933
                  - Lagenophryidae Bütschli, 1889
                  - Operculariidae Fauré-Fremiet in Corliss, 1979
                  - Rovinjellidae Matthes, 1972
                  - Scyphidiidae Kahl, 1933
                  - Termitophryidae Lom in Corliss, 1979
                  - Usconophryidae Clamp, 1991
                  - Vaginicolidae de Fromentel, 1874
                  - Glockentierchen (Vorticellidae Ehrenberg, 1838)
                  - Zoothamniidae Sommer, 1951

                - Mobilida Kahl, 1933
                  - Polycyclidae Poljansky, 1951
                  - Trichodinidae Claus, 1874
                  - Trichodinopsidae Kent, 1881
                  - Urceolariidae Dujardin, 1840

              - Scuticociliatia Small, 1967
                - Philasterida Small, 1967
                  - Cohnilembidae Kahl, 1933
                  - Cryptochilidae Berger in Corliss, 1979
                  - Entodiscidae Jankowski, 1973
                  - Entorhipidiidae Madsen, 1931
                  - Orchitophryidae Cépède, 1910
                  - Paralembidae Corliss & de Puytorac in Small & Lynn, 1985
                  - Parauronematidae Small & Lynn, 1985
                  - Philasteridae Kahl, 1931
                  - Pseudocohnilembidae Evans & Thompson, 1964
                  - Schizocaryidae Jankowski, 1979
                  - Thigmophryidae Chatton & Lwoff, 1926
                  - Thyrophylacidae Berger in Corliss, 1961
                  - Uronematidae Thompson, 1964
                  - Urozonidae Grolière, 1975

                - Pleuronematida Fauré-Fremiet in Corliss, 1956
                  - Calyptotrichidae Small & Lynn, 1985
                  - Conchophthiridae Kahl in Doflein & Reichenow, 1929
                  - Ctedoctematidae Small & Lynn, 1985
                  - Cyclidiidae Ehrenberg, 1838
                  - Dragescoidae Jankowski, 1980
                  - Eurystomatellidae Miao et al., 2010
                  - Histiobalantiidae de Puytorac & Corliss in Corliss, 1979
                  - Peniculistomatidae Fenchel, 1965
                  - Pleuronematidae Kent, 1881
                  - Thigmocomidae Kazubski, 1958

                - Thigmotrichida Chatton & Lwoff, 1922
                  - Ancistridae Issel, 1903
                  - Hemispeiridae König, 1894
                  - Hysterocinetidae Diesing, 1866
                  - Paraptychostomidae Ngassam et al. 1994

                - Loxocephalida Jankowski, 1964
                  - Cinetochilidae Perty, 1852
                  - Loxocephalidae Jankowski, 1964 (Cardiostomatella, Dexiotricha, Loxocephalus)

    - Rhizaria Cavalier-Smith 2002
      - Incertae sedis Rhizaria: Gymnosphaerida Poche 1913, emend. Mikrjukov 2000
      - Cercozoa Cavalier-Smith 1998, emend. Adl et al. 2005, emend. Cavalier-Smith 2018
        - Incertae sedis Cercozoa: Discocelia Cavalier-Smith 2013 Discocelis Vørs 1988
        - Incertae sedis Cercozoa: Psammonobiotidae Golemansky 1974, emend Meisterfeld, 2002 (gehört wahrscheinlich zu Euglyphida)
        - Incertae sedis Cercozoa: Volutellidae Sudzuki 1979
        - Incertae sedis Cercozoa: Kraken Dumack, Schuster, Bass et Bonkowski, 2016
        - Incertae sedis Cercozoa: Dictiomyxa, Katabia, Myxodictyium, Pontomyxa, Protomyxa, Protogenes, Pseudospora, Rhizoplasma
        - Cercomonadida Poche 1913, emend. Vickerman 1983, emend. Mylnikov 1986, emend. Karpov et al. 2006, emend Howe et al. 2009, emend Cavalier-Smith 2012 [=Cercomonadidae Kent 1880, emend. Mylnikov & Karpov 2004; Cercobodonidae Hollande 1942]
        - Paracercomonadida Cavalier-Smith 2018
        - Glissomonadida Howe & Cavalier-Smith 2009 [Heteromitidae Kent 1880, emend. Mylnikov 1990, emend. Mylnikov & Karpov 2004; Bodomorphidae Hollande 1952]
          - Sandonidae Howe et al. 2009
          - Dujardinidae Howe & Cavalier-Smith, 2011
          - Bodomorphidae Hollande 1952 emend. Cavalier-Smith in Howe et al. 2009
          - Proleptomonadidae Howe et al. 2009
          - Allapsidae Howe & Cavalier-Smith 2009

        - Viridiraptoridae Hess & Melkonian 2013
        - Pansomonadidae Vickerman in Vickerman et al. 2005
        - Sainouroidea Schuler et al. 2018 [Helkesida Cavalier-Smith 2018]
          - Sainouridae Cavalier-Smith 2008
          - Helkesimastigidae Cavalier-Smith 2008
          - Guttulinopsidae Olive 1970

        - Thecofilosea Cavalier-Smith 2003, emend. Cavalier-Smith 2011
          - Incertae sedis Thecofilosea: Mataza Yabuki & Ishida 2011
          - Phaeodarea Haeckel 1879 [Tripylea Hertwig 1879]
            - Phaeoconchia Haeckel 1879
            - Phaeocystina Haeckel 1879
            - Phaeogromia Haeckel 1879
            - Phaeosphaeria Haeckel 1879

          - Cryomonadida Cavalier-Smith 1993
            - Rhogostomidae Dumack et al. 2017
            - Protaspidae Cavalier-Smith 1993

          - Ventricleftida Cavalier-Smith 2011
          - Tectofilosida Cavalier-Smith 2003
            - Chlamydophryidae de Saedeleer 1934

          - Ebriacea Lemmermann 1901 [Ebriidae Poche 1913; Ebriida Deflandre 1936]

        - Imbricatea Cavalier-Smith 2011 [Imbricatea Cavalier-Smith in Cavalier-Smith & Chao, 2003]
          - Incertae sedis Imbricatea: Discomonas Chantangsi & Leader, 2010
          - Spongomonadida Hibberd, 1983 [Spongomonadidae Karpov 1990]
          - Marimonadida Cavalier-Smith & Bass 2011
          - Variglissida Cavalier-Smith, 2014
          - Silicofilosea Adl et al. 2005, emend. Adl et al. 2012
            - Thaumatomonadida Shirkina, 1987 [Thaumatomastigidae Patterson & Zoelfell 1991]
              - Thaumatomonadidae Hollande, 1952
              - Esquamula Shiratori, Yabuki & Ishida, 2012
              - Peregriniidae Cavalier-Smith, 2011

            - Euglyphida Copeland 1956, emend. Cavalier-Smith 1997
              - Incertae sedis Euglyphida: Ampullataria, Euglyphidion, Heteroglypha, Matsakision, Pareuglypha, Pileolus
              - Euglyphina Kosakyan et al., 2016
                - Assulinidae Lara et al., 2007
                - Sphenoderiidae Chatelain et al., 2013
                - Trinematidae Hoogenraad & De Groot 1940, emend Adl et al. 2012
                - Euglyphidae Wallich 1864, emend Lara et al. 2007
                - Tracheleuglypha Deflandre, 1928

              - Cyphoderiidae de Saedeleer 1934
              - Paulinellidae de Saedeller 1934, emend. Adl et al. 2012

        - Metromonadea Cavalier-Smith 2007, emend. Cavalier-Smith 2011
        - Granofilosea Cavalier-Smith & Bass 2009
          - Incertae sedis Granofilosea: Apogromia, Kibisidytes, Leucodictyon, Limnofila, Mesofila, Microcometes, Microgromia, Nanofila, Reticulamoeba, wahrscheinlich auch Belaria, Ditrema, Heliomorpha (=Dimorpha), Paralieberkuehnia
          - Massisteridae Cavalier-Smith 1993
          - Clathrulinidae Claus 1874 [Desmothoracida Hertwig & Lesser 1874]

        - Chlorarachnea Hibberd & Norris, 1984

      - Endomyxa Cavalier-Smith 2002, emend. Bass & Berney in Adl et al. 2019
        - Vampyrellida West 1901, emend. Hess et al. 2012
        - Phytomyxea Engler & Prantl, 1897
          - Plasmodiophorida Cook, 1928
          - Phagomyxida Cavalier-Smith 1993

        - Filoreta Bass & Cavalier-Smith, 2009
        - Gromia Dujardin, 1835
        - Ascetosporea Sprague 1979, emend. Cavalier-Smith 2009
          - Haplosporida Caullery & Mesnil, 1899
          - Microcytida Hartikainen et al. 2013
          - Paramyxida Chatton, 1911
          - Claustrosporidium Larsson, 1987
          - Paradiniidae Schiller 1935

      - Retaria Cavalier-Smith 2002
        - Foraminifera d’Orbigny 1826
          - Incertae sedis Foraminifera: Lagenida Delage & Hérouard 1896
          - Incertae sedis Foraminifera: Heterogromia, Komokiacea
          - Monothalamea Pawlowski et al. 2013
          - Tubothalamea Pawlowski et al. 2012
            - Miliolida Delage & Hérouard 1896
            - Spirillinida Hohenegger & Piller 1975
            - Ammodiscidae Reuss 1862

          - Globothalamea Pawlowski et al. 2012
            - Rotaliida Delage & Hérouard 1896
              - Planorbulinidae Schwager 1877
              - Discorboidea Ehrenberg 1838
                - Discorbidae Ehrenberg 1838
                - Rosalinidae Reiss, 1963

              - Rotalioidea Ehrenberg 1839 emend. Pawlowski 2013
                - Elphidiidae Galloway 1933
                - Ammoniidae Saidova, 1981
                - Elphidiellidae Holzmann & Pawlowski 2017
                - Haynesinidae Mikhalevich 2013
                - Incertae sedis Rotalioidea: Cribroelphidium, „Elphidium“, Protelphidium

              - Glabratelloidea Loeblich & Tappan, 1964
                - Rotaliellidae Loeblich & Tappan, 1964
                - Buliminoididae Seiglie, 1970
                - Glabratellidae Loeblich & Tappan, 1964

              - Calcarinoidea Schwager, 1876
                - Calcarinidae Schwager, 1876

              - Nummulitoidea de Blainville, 1827
                - Nummulitidae de Blainville, 1827

              - Serioidea Holzmann & Pawlowski 2017
                - Uvigerinidae Haeckel, 1894
                - Bolivinitidae Glaessner, 1937
                - Cassidulinidae d’Orbigny, 1839
                - Sphaeroidinidae Cushman, 1927
                - Globobuliminidae Cushman, 1927

              - Incertae sedis Rotaliida:
                - Nonionidae Schultze, 1854
                - Virgulinellidae Loeblich & Tappan, 1984
                - Buliminidae Jones, 1875
                - Epistominellidae Holzmann & Pawlowski 2017
                - Stainforthiidae Reiss, 1963
                - Cibicididae Cushman, 1927
                - Chilostomellidae Brady, 1881
                - Pullenidae Schwager, 1877
                - Nuttalidae Saidova, 1981
                - Discorbinellidae Sigal, 1952
                - Astrononionidae Cushman & Edwards, 1937
                - Oridorsalidae Loeblich & Tappan, 1984
                - Melonidae Holzmann & Pawlowski 2017
                - Cymbaloporidae Cushman 1927
                - Rubratelliidae Holzmann & Pawlowski 2017
                - Murrayinelliidae Holzmann & Pawlowski 2017

            - Globigerinida Delage & Hérouard 1896
            - Robertinida Loeblich & Tappan 1984
            - Textulariida Delage & Hérouard 1896
            - Carterina Brady 1884 [Carterinida Loeblich & Tappan 1981]

        - Radiolaria Müller 1858, sensu Adl et al., 2005
          - Acantharea Haeckel 1881, emend. Mikrjukov 2000
            - Chaunocanthida Schewiakoff 1926
            - Holocanthida Schewiakoff 1926
            - Symphyacanthida Schewiakoff 1926
            - Arthracanthida Schewiakoff 1926

          - Taxopodida Fol 1883
          - Polycystinea Ehrenberg 1838, emend. Haeckel 1887
            - Spumellaria Ehrenberg 1875, Haeckel 1887, emend. Riedel 1967
            - Nassellaria Ehrenberg 1875, emend. Haeckel 1887
            - Collodaria Haeckel 1887

      - Aquavolonida Bass & Berney, 2018
        - Aquavolon Tikhonenkov, Mylnikov, & Bass, 2018

      - Tremula Howe et al. 2011 [=Tremulida Howe et al. 2011]
- Incertae sedis EUKARYA
  - „Excavates“  Excavata Cavalier-Smith 2002, emend. Simpson 2003
    - Discoba Simpson in Hampl et al., 2009
      - Jakobida Cavalier-Smith, 1993
        - Andalucina Cavalier-Smith, 2013
          - Andaluciidae Cavalier-Smith, 2013
          - Stygiellidae Pánek et al. 2016

        - Histionina Cavalier-Smith 2013

      - Tsukubamonadida Yabuki et al., 2011
      - Heterolobosea Page & Blanton 1985
        - Pharyngomonada Cavalier-Smith 2008
        - Tetramitia Cavalier-Smith, 1993
          - Selenaionidae Hanousková et al. 2018
          - Neovahlkampfiidae Hanousková et al. 2018
          - Eutetramitia Hanousková et al. 2018
            - Vahlkampfiidae Jollos 1917
            - Gruberellidae Page & Blanton 1985
            - Acrasidae Poche, 1913
            - Percolomonadidae Cavalier-Smith, 2008
            - Psalteriomonadidae Cavalier-Smith, 1993
            - Stephanopogonidae Corliss, 1961
            - Creneidae Pánek, et al. 2014
            - Tulamoebidae Kirby et al. 2015

      - Euglenozoa Cavalier-Smith 1981, emend. Simpson 1997
        - Euglenida Butschli 1884, emend. Simpson 1997
          - Heteronematina Leedale 1967
          - Aphagea Cavalier-Smith, 1993, emend. Busse & Preisfeld, 2002
          - Euglenophyceae Schoenichen 1925, emend. Marin & Melkonian 2003 [Euglenea Butschli 1884, emend. Busse & Preisfeld 2002]
            - Rapaza Yamaguchi et al. 2012
            - Eutreptiales Leedale 1967, emend. Marin & Melkonian 2003
            - Euglenales Leedale 1967, emend. Marin & Melkonian 2003
              - Phacaceae Kim et al. 2010
              - Euglenaceae Dujardin 1841, emend. Kim et al. 2010

        - Diplonemea Cavalier-Smith 1993, emend. Simpson 1997
          - Diplonemidae Cavalier-Smith, 1993, emend. Adl et al. 2019
          - Hemistasiidae Cavalier-Smith, 2016 emend. Adl et al. 2019
          - Eupelagonemidae Okamoto & Keeling, 2018

        - Symbiontida Yubuki et al. 2009
        - Kinetoplastea Honigberg 1963
          - Incertae sedis Kinetoplastea: Bordnamonas, Cephalothamnium, Rhynchoidomonas
          - Prokinetoplastina Vickerman in Moreira et al. 2004
          - Metakinetoplastina Vickerman in Moreira et al. 2004
            - Neobodonida Vickerman in Moreira et al. 2004
            - Parabodonida Vickerman in Moreira et al. 2004
            - Eubodonida Vickerman in Moreira et al. 2004
            - Trypanosomatida Kent 1880, emend. Vickerman in Moreira et al. 2004
              - Leishmaniinae Maslov & Lukeš, 2012

    - Malawimonadidae O’Kelly & Nerad 1999
    - Metamonada Grassé 1952 emend. Cavalier-Smith 1987
      - Incertae sedis Metamonada: Barthelona Bernard, Simpson & Patterson, 2000
      - Fornicata Simpson, 2003
        - „Organismy podobné Carpediemonas“ Kolisko et al. 2010
        - Diplomonadida Wenyon, 1926
          - Hexamitinae Kent, 1880
          - Giardiinae Kulda & Nohýnková, 1978

        - Retortamonadida Grassé, 1952
        - Caviomonadidae Cavalier-Smith, 2013

      - Parabasalia Honigberg, 1973
        - Incertae sedis Parabasalia: Tricercomitus Kirby, 1930
        - Trichomonadida Kirby, 1947
        - Honigbergiellida Čepička et al., 2010
        - Hypotrichomonadida Čepička et al., 2010
        - Tritrichomonadida Čepička et al., 2010
        - Cristamonadida Brugerolle & Patterson, 2001
        - Spirotrichonymphida Grassé, 1952
        - Lophomonadida Light, 1927
        - Trichonymphida Poche, 1913

      - Preaxostyla Simpson 2003
        - Oxymonadida Grassé 1952
        - Trimastigidae Saville Kent, 1880–1882
        - Paratrimastigidae Zhang et al. 2015

  - „CRuMs“ Brown et al., 2018 [Varisulca Cavalier-Smith 2012 (schließen auch Ancyromonadida ein, können paraphyletisch sein)]
    - Incertae sedis CRuMs: Glissandra Patterson & Simpson, 1996
    - Collodictyonidae Brugerolle et al. 2002, emend. Adl et al. 2019 [Diphylleidae Cavalier-Smith 1993; Diphylleida Cavalier-Smith 1993; Diphyllatea Cavalier-Smith 2003; Sulcomonadidae Cavalier-Smith 2013]
    - Rigifilida Cavalier-Smith in Yabuki et al. 2012
    - Mantamonas Cavalier-Smith & Glücksman in Glücksman et al. 2011

  - Ancyromonadida Cavalier-Smith 1998 [=Planomonadida Cavalier-Smith 2008]
  - Hemimastigophora Foissner et al. 1988
    - Incertae sedis Hemimastigophora: Paramastix Skuja 1948
    - Spironematellidae Doflein 1916

  - Meteora Hausmann et al. 2002
  - Incertae sedis Eukarya: Acinetactis, Actinastrum, Actinocoma, Actinolophus, Adinomonas, Aletium, Amphimonas, Amylophagus, Anaeramoeba, Aphelidiopsis, Asterocaelum, Asthmatos, Aurospora, Barbetia, Belaria, Belonocystis, Bertarellia, Bertramia, Bodopsis, Boekelovia, Branchipocola, Camptoptyche, Chalarodora, Cibdelia, Cichkovia, Cinetidomyxa, Cingula, Cladomonas, Clathrella, Codonoeca, Coelosporidium, Copromonas, Cyanomastix, Cyclomonas, Cytamoeba, Dallingeria, Dictyomyxa, Dimastigamoeba, Dinemula, Dinoasteromonas, Diplocalium, Diplomita, Diplophysalis, Diploselmis, Dobellina, Ducelleria, Ectobiella, Elaeorhanis, Embryocola, Endamoeba, Endemosarca, Endobiella, Endomonas, Endospora, Enteromyxa, Eperythrocytozoon, Errera, Fromentella, Gymnococcus, Gymnophrydium, Haematotractidium, Hartmannina, Heliobodo, Heliomonas, Hermisenella, Heterogromia, Hillea, Hyalodaktylethra, Immunoplasma, Isoselmis, Janickina, Kamera, Kiitoksia, Lagenidiopsis, Liegeosia, Luffisphaera, Lymphocytozoon, Lymphosporidium, Macappella, Magosphaera, Malpighiella, Martineziella, Megamoebomyxa, Meringosphaera, Microcometes, Monochrysis, Monodus, Mononema, Myrmicisporidium, Naupliicola, Nephrodinium, Neurosporidium, Orbulinella, Ovicola, Palisporomonas, Pansporella, Paradinemula, Paraluffisphaera, Paramonas, Paraplasma, Parastasia, Parastasiella, Peliainia, Peltomonas, Petasaria, Phagodinium, Phanerobia, Phloxamoeba, Phyllomitus, Phyllomonas, Physcosporidium, Piridium, Pleuophrys, Pleuromastix, Protenterospora, Protomonas, Pseudoactiniscus, Pseudosporopsis, Rhizomonas, Rhynchodinium, Rigidomastix, Schewiakoffia, Sergentella, Serpentoplasma, Sphaerasuctans, Spongastericus, Spongocyclia, Stephanomonas, Strobilomonas, Tetradimorpha, Tetragonidium, Thaulirens, Topsentella, Toshiba, Trichonema, Urbanella

## Das System nach Adlet al.2012
Quelle:
- Eukaryoten (Eukaryota)
  - Amorphea
    - super-group Amoebozoa
      - Tubulinea
        - Euamoebida
        - Leptomyxida
        - Arcellinida

      - Discosea
        - Flabellinia
        - Himatismenida
        - Stygamoebida
        - Longamoebia
          - Dermamoebida
          - Thecamoebida
          - Centramoebida

      - Archamoebae
        - Entamoebidae
        - Mastigamoebaea
        - Pelomyxa

      - Gracilipodida
      - Multicilia
      - Protosteliida
      - Cavosteliida
      - Protosporangiida
        - Protosporangiidae
        - Ceratiomyxa

      - Fractovitelliida
      - Schizoplasmodiida
        - incertae sedis in den Schizoplasmodiida: Phalansterium

      - Myxogastria
      - Dictyostelia
        - incertae sedis in den Dictyostelia: Coenonia.

      - incertae sedis in den Amoebozoa: Gibbodiscus, Hartmannia, Janickia, Malamoeba, Malpigamoeba, Echinosteliopsis oligospora, Microglomus paxillus, Pseudothecamoeba, Stereomyxa, Thecochaos.

    - super-group Opisthokonta
      - Holozoa
        - Filasterea
          - Ministeria
          - Capsaspora

        - Ichthyosporea
        - Aphelidea
        - Corallochytrium
        - Kragengeißeltierchen (Choanomonada)
        - Vielzellige Tiere (Metazoa)

      - Nucletmycea
        - Nuclearia
        - Fonticula
        - Rozella
        - Pilze (Fungi)

  - Diaphoretickes
    - super-group Sar
      - Stramenopiles
        - Opalinata
        - Blastocystis
        - Bicosoecida
        - Placidida
        - Netzschleimpilze (Labyrinthulomycetes)
          - Labyrinthula
          - Thraustochytriaceae
          - incertae sedis in den Labyrinthulomycetes: Amphitraemidae, Amphitrema, Archerella.

        - Hyphochytriales
          - Anisolpidiaceae
          - Hyphochytrium
          - Rhizidiomycetaceae

        - Eipilze (Peronosporomycetes)
          - incertae sedis in den Peronosporomycetes: Ciliomyces, Crypticola, Ectrogella, Eurychasma, Haptoglossa, Lagena, Lagenisma, Myzocytiopsis, Olpidiopsis, Pontisma, Pythiella, Rozellopsis, Sirolpidium.

        - Actinophryidae
        - Bolidomonas
        - Goldbraune Algen (Chrysophyceae)
        - Gelbgrüne Algen (Dictyochophyceae)
        - Eustigmatales
        - Pelagophyceae
          - Pelagomonadales
          - Sarcinochrysidales

        - Phaeothamniophyceae
        - Pinguiochrysidales
        - Raphidophyceae
        - Synurales
        - Xanthophyceae
        - Braunalgen (Phaeophyceae)
          - Ascoseirales
          - Desmarestiales
          - Dictyotales
          - Discosporangiales
          - Ectocarpales
            - incertae sedis in den Ectocarpales: Asterocladon, Asteronema.

          - Fucales
          - Ishige
          - Laminariales
          - Nemoderma
          - Onslowiales
          - Ralfsiales
          - Scytothamnales
          - Sphacelariales
          - Sporochnales
          - Syringodermatales
          - Tilopteridales

        - Schizocladia
        - Kieselalgen (Diatomea)
          - Coscinodiscophytina
            - Paralids
            - Melosirids
            - Coscinodiscids
            - Arachnoidiscids
            - Rhizosolenids
            - Corethrids

          - Bacillariophytina
            - Mediophyceae
            - Bacillariophyceae

      - Alveolata
        - Protalveolata
          - Chromerida
          - Colpodellida
          - Perkinsidae
          - Oxyrrhis
          - Syndiniales

        - Dinoflagellaten (Dinoflagellata)
          - Noctilucales
          - Dinophyceae
            - Gymnodiniphycidae
              - Gymnodinium
              - Amphidinium
              - Gyrodinium
              - Kareniaceae
              - Ptychodiscales
              - Borghiellaceae
              - Tovelliaceae
              - Suessiaceae

            - Peridiniphycidae
              - Gonyaulacales
              - Peridiniales
              - Thoracosphaeraceae
              - Podolampadaceae

            - Dinophysiales
            - Prorocentrales

          - incertae sedis in den Dinoflagellata: Amyloodinium, Apodinium, Cachonella, Crepidoodinium, Haplozoon, Oodinium, Piscinodinium, Protoodinium.

        - Apicomplexa
          - Aconoidasida
            - Haemospororida
            - Piroplasmorida

          - Conoidasida
            - Coccidia
              - Adeleorina
              - Eimeriorina

            - Gregarinasina
              - Archigregarinorida
              - Eugregarinorida
              - Neogregarinorida
              - incertae sedis in den Gregarinasina: Acuta, Cephalolobus, Gregarina, Levinea, Menospora, Nematocystis, Nematopsis, Steinina, Trichorhynchus.

            - Cryptosporidium

          - incertae sedis in den Apicomplexa: Agamococcidiorida
          - incertae sedis in den Apicomplexa: Protococcidiorida
          - incertae sedis in den Apicomplexa: Agreggata
          - incertae sedis in den Apicomplexa: Nephromyces

        - Wimpertierchen (Ciliophora)
          - Postciliodesmatophora
            - Karyorelictea
            - Heterotrichea

          - Intramacronucleata
            - Cariacothrix
            - Spirotrichea
              - Protocruzia
              - Phacodinium
              - Protohypotrichia
              - Licnophoria
              - Euplotia
              - Oligotrichia
              - Choreotrichia
              - Hypotrichia

            - Armophorea
              - Armophorida
              - Clevelandellida

            - Litostomatea
              - Haptoria
              - Rhynchostomatia
              - Trichostomatia

            - Conthreep
              - Phyllopharyngea
                - Synhymenia
                - Cyrtophoria
                - Chonotrichia
                - Rhynchodia
                - Suctoria

              - Nassophorea
              - Colpodea
                - Platyophryida
                - Bursariomorphida
                - Cyrtolophosidida
                - Colpodida

              - Prostomatea
              - Plagiopylea
                - Plagiopylida
                - Odontostomatida

              - Oligohymenophorea
                - Peniculia
                - Scuticociliatia
                - Hymenostomatia
                - Apostomatia
                - Peritrichia
                - Astomatia

        - incertae sedis in den Alveolata: Ellobiopsidae (Ellobiopsis, Thalassomyces).
        - incertae sedis in den Alveolata: Colponema.

      - Rhizaria
        - Cercozoa
          - Cercomonadidae
          - Pansomonadida
          - Glissomonadida
          - Tremula
          - Metromonadea
          - Granofilosea
            - Clathrulinidae
              - incertae sedis in den Clathrulinidae: Servetia.

          - Thecofilosea
            - Phaeodarea
              - Phaeoconchia
              - Phaeocystina
              - Phaeogromia
              - Phaeosphaeria

            - Cryomonadida
              - Rhizaspididae
              - Protaspidae

            - Ventricleftida
            - Ebriacea
            - incertae sedis in den Thecofilosea: Chlamydophryidae
              - incertae sedis in den Chlamydophryidae: Capsellina, Chlamydophrys, Clypeolina, Diaphoropodon, Lecythium, Leptochlamydophrys, Penardeugenia.

            - incertae sedis in den Thecofilosea: Botuliforma, Mataza, Pseudodifflugia.

          - Imbricatea
            - Spongomonadida
            - Nudifila
            - Marimonadida
            - Silicofilosea
              - Thaumatomonadida
                - Thaumatomonadidae
                - Peregriniidae

              - Euglyphida
                - Euglyphidae
                - Assulinidae
                - Trinematidae
                - Cyphoderiidae
                - Paulinellidae
                - incertae sedis in den Euglyphida: Ampullataria, Deharvengia, Euglyphidion, Heteroglypha, Matsakision, Pareuglypha, Pileolus, Sphenoderia, Tracheleuglypha, Trachelocorythion.

            - incertae sedis in den Imbricatea: Clautriavia, Discomonas.

          - Chlorarachniophyta
          - Vampyrellida
          - Phytomyxea
          - Filoreta
          - Gromia
          - Ascetosporea
            - Haplosporida
            - Paramyxida
            - Claustrosporidium
            - Paradiniidae

          - incertae sedis in den Cercozoa: Psammonobiotidae
          - incertae sedis in den Cercozoa: Volutellidae

        - Retaria
          - Foraminiferen (Foraminifera)
            - “Monothalamids”
            - Tubothalamea
              - Miliolida
              - Spirillinida
              - Ammodiscidae

            - Globothalamea
              - Rotaliida
              - Globigerinida
              - Robertinida
              - Textulariida
              - Carterina

            - incertae sedis in den Foraminifera: Lagenida

          - Acantharia
            - Chaunocanthida
            - Holocanthida
            - Symphyacanthida
            - Arthracanthida
            - Taxopodida Fol

          - Polycystinea
            - Spumellaria
            - Nassellaria
            - Collodaria

        - incertae sedis in den Rhizaria: Gymnosphaerida
        - incertae sedis in den Rhizaria: Actinolophus, Biomyxa, Cholamonas, Dictiomyxa, Helkesimastix, Katabia, Myxodictyium, Penardia, Pontomyxa, Protomyxa, Protogenes, Pseudospora, Rhizoplasma, Sainouron, Wagnerella.

    - super-group Archaeplastida
      - Glaucophyta
      - Rotalgen (Rhodophyceae)
        - Cyanidiales
        - Rhodellophyceae
        - Stylonematales
        - Porphyridiophyceae
        - Compsopogonales
        - Bangiales
        - Florideophycidae
          - Hildenbrandia
          - Nemaliophycidae
          - Corallinophycidae
          - Ahnfeltiophycidae
          - Rhodymeniophycidae

      - Chloroplastida
        - Chlorophyta
          - Ulvophyceae
          - Trebouxiophyceae
          - Chlorophyceae
            - incertae sedis in den Chlorophyceae: Carteria, Cylindrocapsa, Hafniomonas, Mychanastes, Treubaria, Trochiscia.

          - Pedinophyceae
          - Nephroselmis
          - Mamiellophyceae
          - Prasinophytae
          - Chlorodendrophyceae
          - Palmophyllales

        - Charophyta
          - Chlorokybus
          - Mesostigma
          - Klebsormidiophyceae
          - Phragmoplastophyta
            - Schmuckalgen (Zygnematophyceae)
            - Coleochaetophyceae
            - Streptophyta
              - Armleuchteralgen (Charophyceae)
              - Landpflanzen (Embryophyta)

  - super-group Excavata
    -       - Metamonada
        - Fornicata
          - Diplomonadida
            - Hexamitinae
            - Giardiinae

          - Retortamonadida
          - ‘Carpediemonas-like organisms’

        - Parabasalia
          - Trichomonadea
          - Hypotrichomonadea
          - Tritrichomonadea
          - Cristamonadea
          - Trichonymphea
          - Spirotrichonymphea

        - Preaxostyla
          - Oxymonadida
          - Trimastix

      - Malawimonas
      - Discoba
        - Jakobida
          - Jakoba
          - Histionidae
            - incertae sedis in den Histionidae: Stenocodon, Stomatochone.

          - Andalucia
          - incertae sedis in den Jakobida: Seculamonas nomen nudum.

        - Discicristata
          - Heterolobosea
            - Pharyngomonadidae
            - Tetramitia

          - Euglenozoa
            - Euglenida
              - Heteronematina
              - Euglenophyceae
                - Rapaza
                - Eutreptiales
                - Euglenea
                  - Phacaceae
                  - Euglenaceae

              - Aphagea

            - Diplonemea
            - Symbiontida
            - Kinetoplastea
              - Prokinetoplastina
              - Metakinetoplastina
                - Neobodonida
                - Parabodonida
                - Eubodonida
                - Trypanosomatida

              - incertae sedis in den Kinetoplastea: Bordnamonas, Cephalothamnium, Hemistasia.

        - Tsukubamonas

Incertae sedis in den Eukaryota:
- - Ancyromonadida
  - Apusomonadida
  - Breviatea
  - Collodictyonidae
  - Mantamonas
  - Rigifilida
  - Spironematellidae
  - Cryptophyceae
    - Cryptomonadales
    - Goniomonas
    - Kathablepharidae

  - Haptophyta
    - Pavlovophyceae
    - Prymnesiophyceae
      - Prymnesiales
      - Phaeocystis
      - Isochrysidales
      - Coccolithales

  - Rappemonads
  - Picobiliphytes
  - Centrohelida
    - Acanthocystidae
    - Heterophryidae
    - Raphidiophryidae

  - Telonema
  - Palpitomonas

## Das Vorgängersystem nach Adlet al.2005
Vorgänger dieser Systematik war eine im Jahr 2005 publizierte Ausgabe, die hier als Referenz noch angeführt wird:
- Eukaryoten (Eukaryota)
  - Amoebozoa
    - Tubulinea
    - Flabellinea
    - Stereomyxida
    - Acanthamöben (Acanthamoebidae)
    - Entamoebida
    - Mastigamoebida
    - Pelomyxa
    - Schleimpilze (Eumycetozoa)

  - Opisthokonta
    - Pilze (Fungi) → siehe Systematik der Pilze
    - Mesomycetozoa
    - Kragengeißeltierchen (Choanomonada)
    - Vielzellige Tiere (Metazoa) → siehe Systematik der Vielzelligen Tiere

  - Rhizaria
    - Cercozoa
    - Haplosporidia
    - Foraminiferen (Foraminifera)
    - Gromia
    - Strahlentierchen (Radiolaria)

  - Archaeplastida
    - Glaucophyta
    - Rotalgen (Rhodophyceae)
    - Chloroplastida, zu denen die Pflanzen gehören.

  - Chromalveolata
    - Cryptophyceae
    - Kalkalgen (Haptophyta)
    - Stramenopile (Stramenopiles)
    - Alveolata

  - Excavata
    - Fornicata
    - Malawimonas
    - Parabasalia
    - Praexostyla
    - Jakobida
    - Heterolobosea
    - Euglenozoa

Neben diesen Gruppen werden einige Taxa als incertae sedis betrachtet und können nicht eingeordnet werden. Dabei handelt es sich um folgende Gruppen:
- Ancyromonas[4]
- Apusomonadidae
- Centrohelida
- Collodictyonidae
- Ebriacea
- Spironematellidae
- Kathablepharidae
- Stephanopogon
- Picozoa[5]

Durch neuere Forschungen werden die Ebriacea zu den Cercozoa innerhalb der Rhizaria und Stephanopogon zu den Excavata gestellt.

## Nachweise
1. ↑  
Sina M. Adl, David Bass, Christopher E. Lane, Julius Lukeš, Conrad L. Schoch, Alexey Smirnov, Sabine Agatha, Cedric Berney, Matthew W. Brown, Fabien Burki, Paco Cárdenas, Ivan Čepička, Lyudmila Chistyakova, Javier del Campo, Micah Dunthorn, Bente Edvardsen, Yana Eglit, Laure Guillou, Vladimír Hampl, Aaron A. Heiss, Mona Hoppenrath, Timothy Y. James, Anna Karnkowska, Sergey Karpov, Eunsoo Kim, Martin Kolisko, Alexander Kudryavtsev, Daniel J. G. Lahr, Enrique Lara, Line le Gall, Denis H. Lynn, David G. Mann, Ramon Massana, Edward A. D. Mitchell, Christine Morrow, Jong Soo Park, Jan W. Pawlowski, Martha J. Powell, Daniel J. Richter, Sonja Rueckert, Laura Shadwick, Satoshi Shimano, Frederick W. Spiegel, Guifré Torruella, Noha Youssef, Vasily Zlatogursky, Qianqian Zhang: Revisions to the Classification, Nomenclature, and Diversity of Eukaryotes. In: The Journal of Eukaryotic Microbiology. Band 66, Nr. 1, 26. September 2018, doi:10.1111/jeu.12691, ISSN 1550-7408, ISSN 1066-5234, S. 4–119 (englisch; PDF-Datei, 1,49 MB, in der Wiley Online Library von John Wiley & Sons, Inc.).
2. ↑  
Sina M. Adl, Alastair G. B. Simpson, Christopher E. Lane, Julius Lukeš, David Bass, Samuel S. Bowser, Matthew W. Brown, Fabien Burki, Micah Dunthorn, Vladimir Hampl, Aaron Heiss, Mona Hoppenrath, Enrique Lara, Line le Gall, Denis H. Lynn, Hilary McManus, Edward A. D. Mitchell, Sharon E. Mozley-Stanridge, Laura W. Parfrey, Jan Pawlowski, Sonja Rueckert, Laura Shadwick, Conrad L. Schoch, Alexey Smirnov, Frederick W. Spiegel: The Revised Classification of Eukaryotes. In: The Journal of Eukaryotic Microbiology. Band 59, Nr. 5, 28. September 2012, doi:10.1111/j.1550-7408.2012.00644.x, ISSN 1550-7408, ISSN 1066-5234, S. 429–493 (englisch; PDF-Datei, 828,83 KiB, in der Wiley Online Library von John Wiley & Sons, Inc.).
3. ↑  
Sina M. Adl, Alastair G. B. Simpson, Mark A. Farmer, Robert A. Andersen, O. Roger Anderson, John R. Barta, Samual S. Bowser, Guy Brugerolle, Robert A. Fensome, Suzanne Fredericq, Timothy Y. James, Sergei Karpov, Paul Kugrens, John Krug, Christopher E. Lane, Louise A. Lewis, Jean Lodge, Denis H. Lynn, David G. Mann, Richard M. McCourt, Leonel Mendoza, Øjvind Moestrup, Sharon E. Mozley-Standridge, Thomas A. Nerad, Carol A. Shearer, Alexey V. Smirnov, Frederick W. Spiegel, Max F. J. R. Taylor: The New Higher Level Classification of Eukaryotes with Emphasis on the Taxonomy of Protists. In: The Journal of Eukaryotic Microbiology. Band 52, Nr. 5, 19. Oktober 2005, doi:10.1111/j.1550-7408.2005.00053.x, ISSN 1550-7408, ISSN 1066-5234, S. 399–451 (englisch; Volltext).
4. ↑  
Xavier Grau-Bové, Cristina Navarrete, Cristina Chiva, Thomas Pribasnig, Meritxell Antó, Guifré Torruella, Luis Javier Galindo, Bernd Franz Lang, David Moreira, Purificación López-Garcia, Iñaki Ruiz-Trillo, Christa Schleper, Eduard Sabidó, Arnau Sebé-Pedrós: A phylogenetic and proteomic reconstruction of eukaryotic chromatin evolution. In: Nature Ecology & Evolution, Band 6, S. 1007–1023, 9. Juni 2022; doi:10.1038/s41559-022-01771-6, PMID 35680998 PMC 7613034 (freier Volltext). Dazu:

  - Fig. 1: Diversity of post-translational modifications in eukaryotic canonical and variant histones.
  - Fig. 3: Taxonomic distribution of chromatin-associated gene classes.
  - Fig. 6: Chromatin evolution and eukaryogenesis.
  - Xavier Grau-Bové: Repository: Chromatin evolution. Auf: GitHub.
  - Chromatin First Evolved in Ancient Microbes 1-2 Billion Years Ago, New Research Suggests. Auf: sci-news vom 13. Juni 2022.
  - Chromatin originated in ancient microbes one to two billion years ago. Genomic and proteomic analysis reveals that the regulatory role of chromatin is a eukaryotic innovation. Auf: ScienceDaily vom 9. Juni 2022. Quelle: Center for Genomic Regulation (CRG)
  - Chromatin originated in ancient microbes one to two billion years ago. Center for Genomic Regulation (CRG) vom 9. Juni 2022.
5. ↑  Ramkumar Seenivasan, Nicole Sausen, Linda K. Medlin, Michael Melkonian: Picomonas judraskeda Gen. Et Sp. Nov.: The First Identified Member of the Picozoa Phylum Nov., a Widespread Group of Picoeukaryotes, Formerly Known as ‘Picobiliphytes’. In: PLoS ONE. Band 8, Nr. 3, 2013, Aufsatz e59565, doi:10.1371/journal.pone.0059565, ISSN 1932-6203, S. 1–18 (englisch; PDF-Datei, 5,54 MiB).